# 雲南首義擁護共和始末記
《雲南首義擁護共和始末記》，墨江庾恩暘著，1917年，雲南圖書館總發行。此書內容主要是介紹唐繼堯時期雲南省的主要政軍人物，相應機關及組織，保留了大量珍貴的歷史照片。

## 圖像

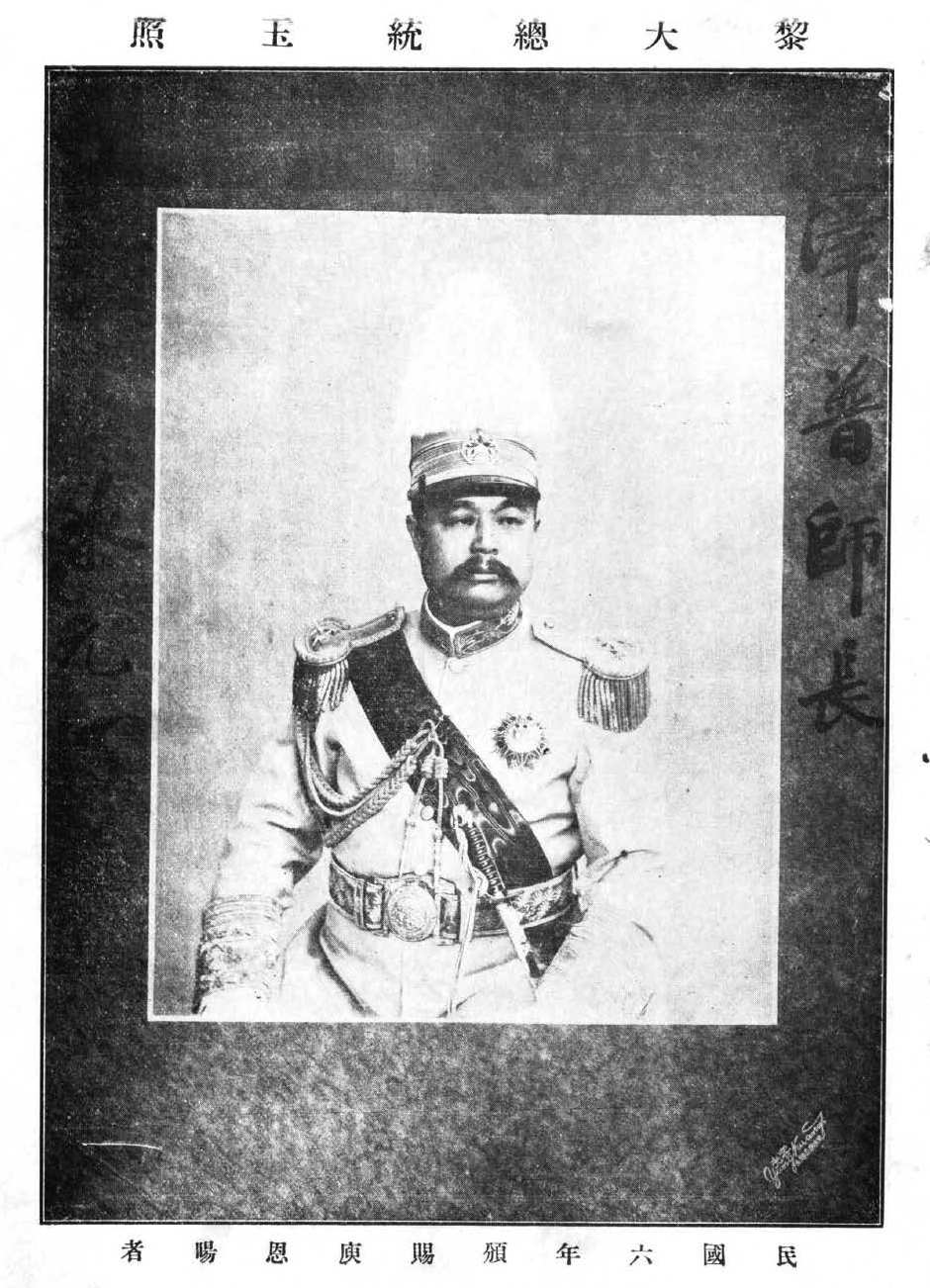
黎元洪
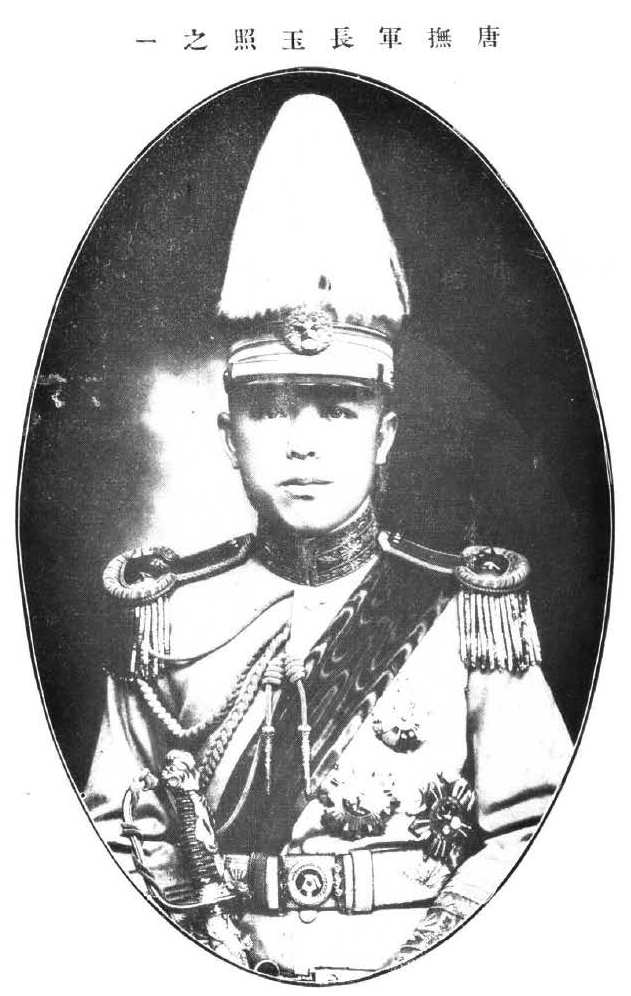
唐繼堯
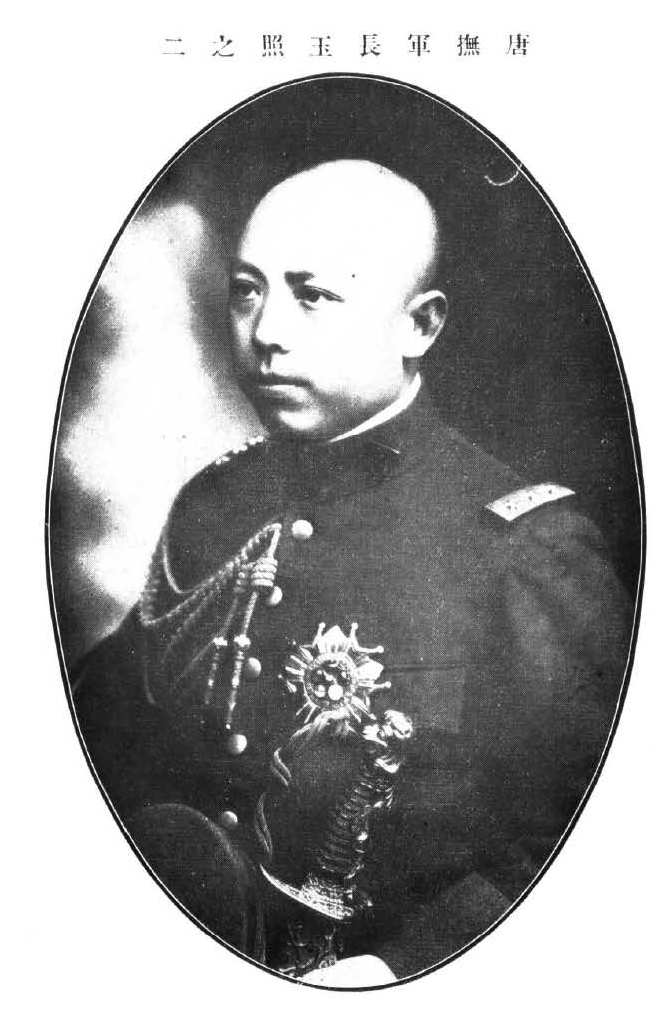
唐繼堯2
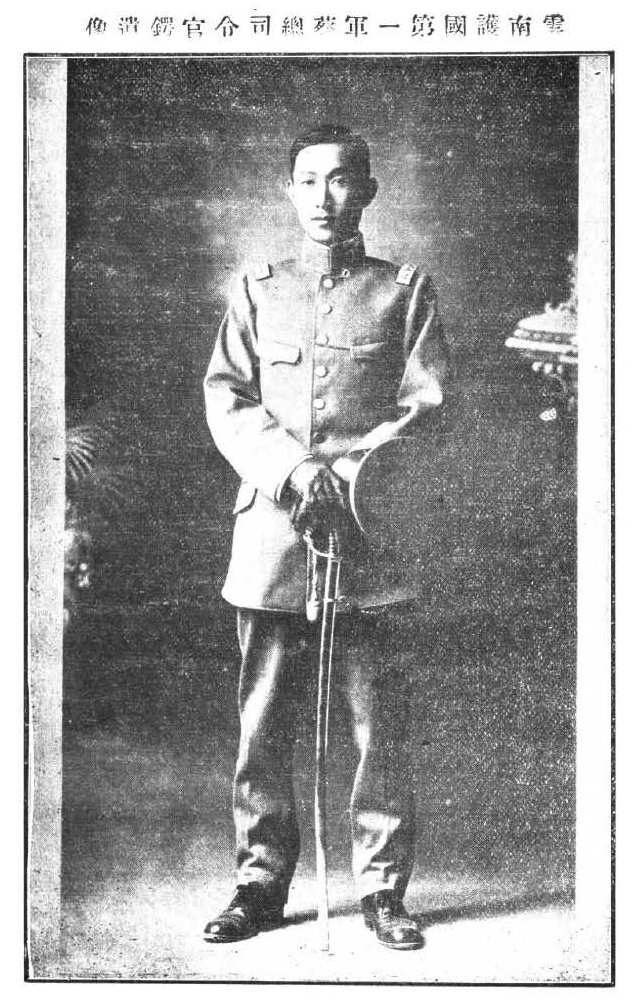
蔡鍔
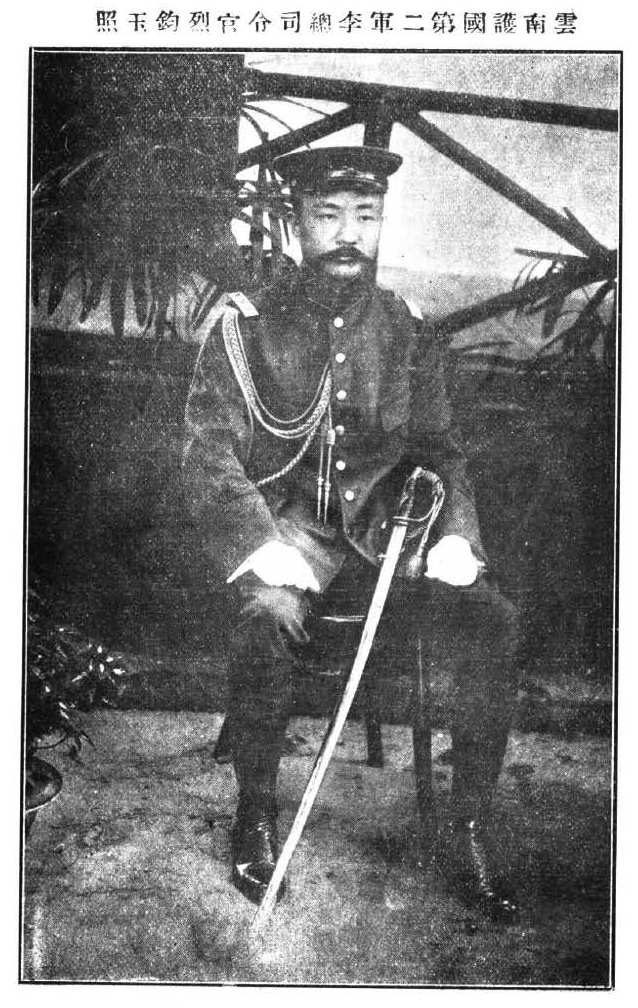
李烈鈞
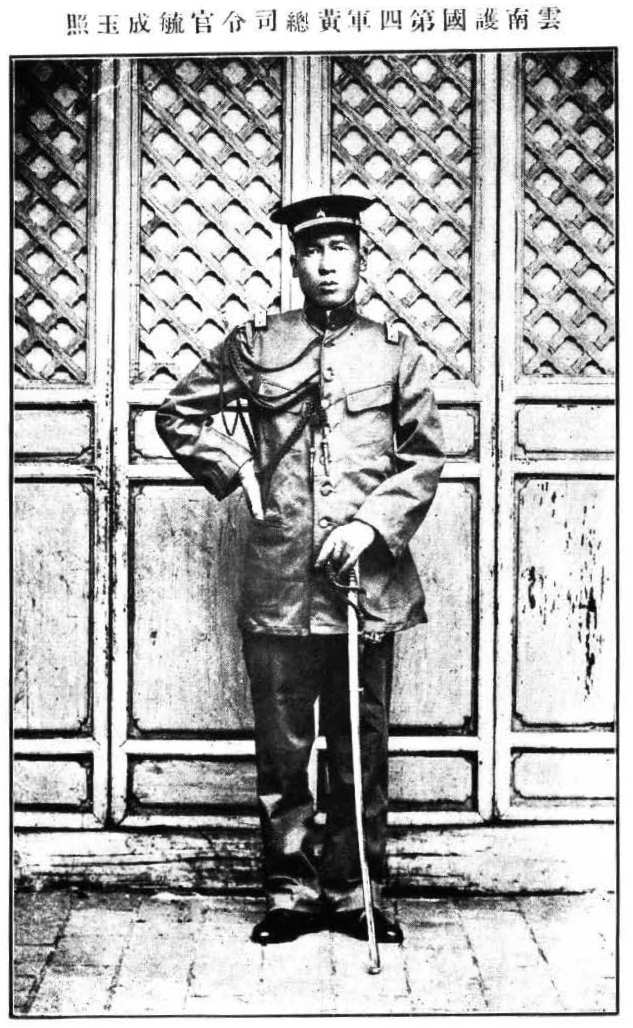
黃毓成
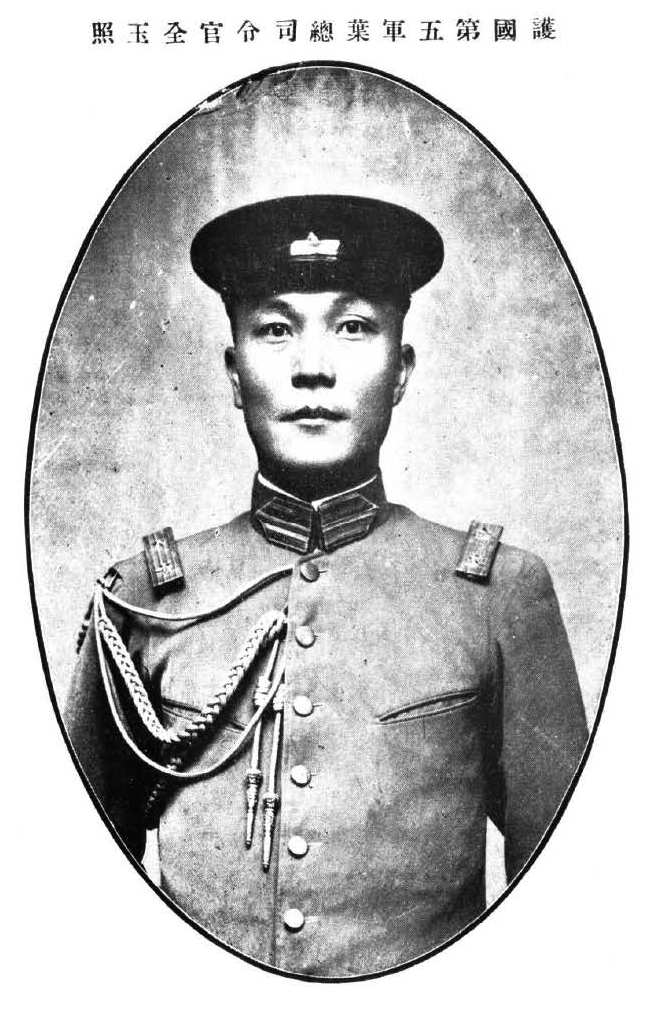
葉荃
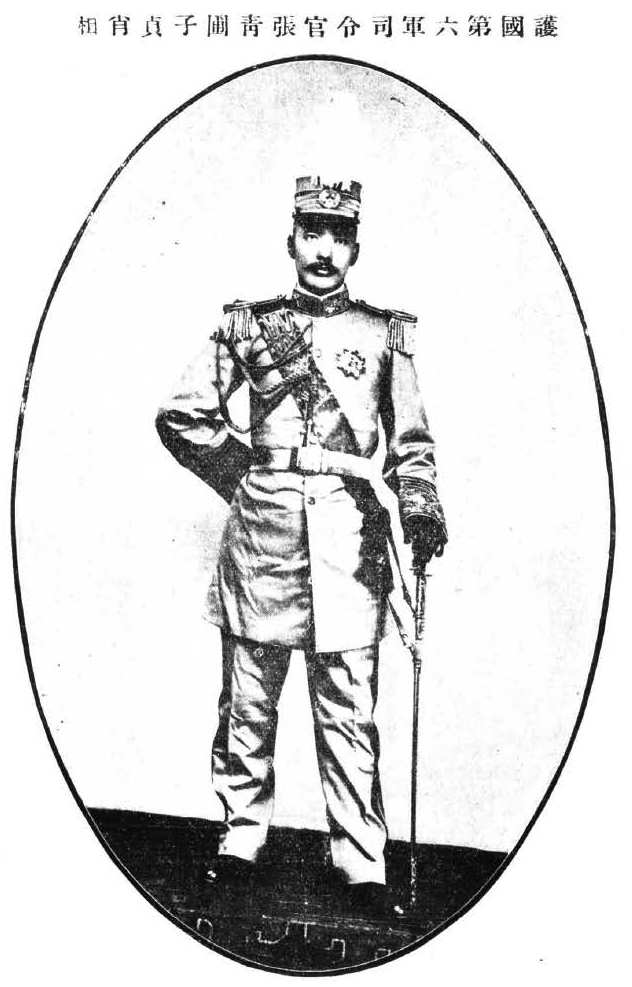
張子貞
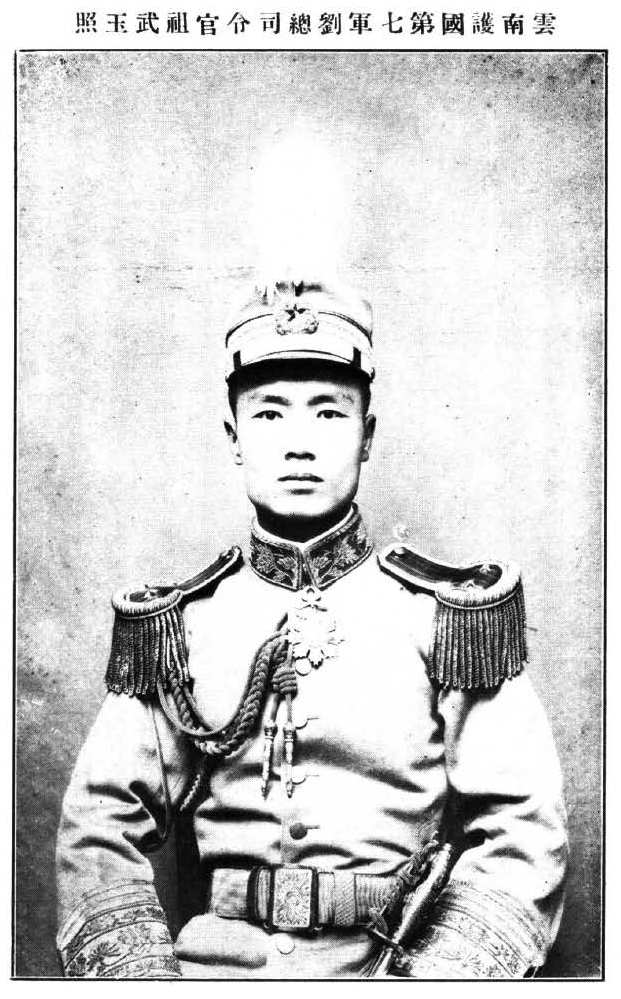
劉祖武
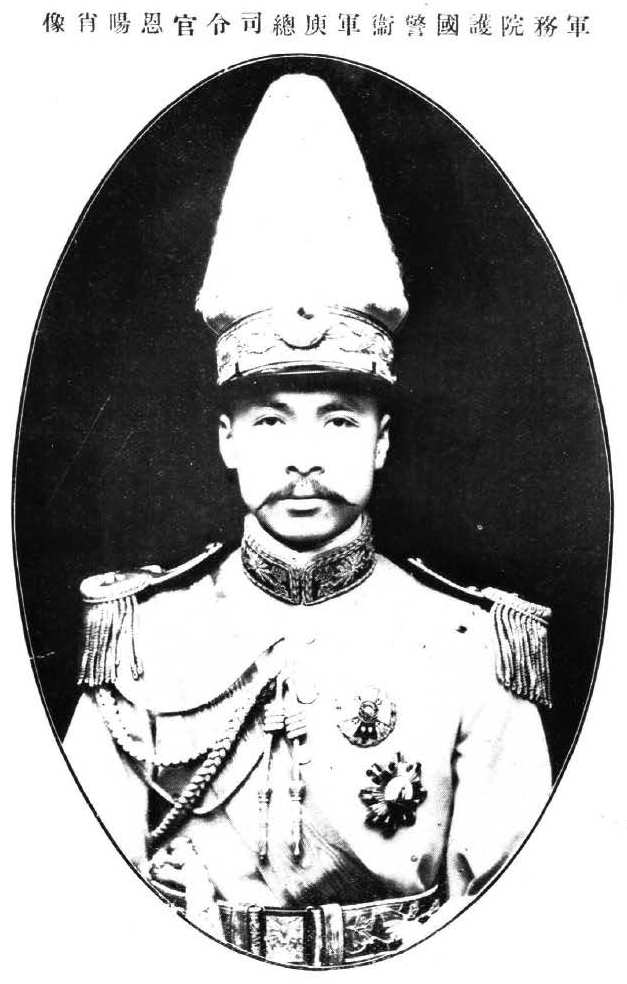
庾恩暘
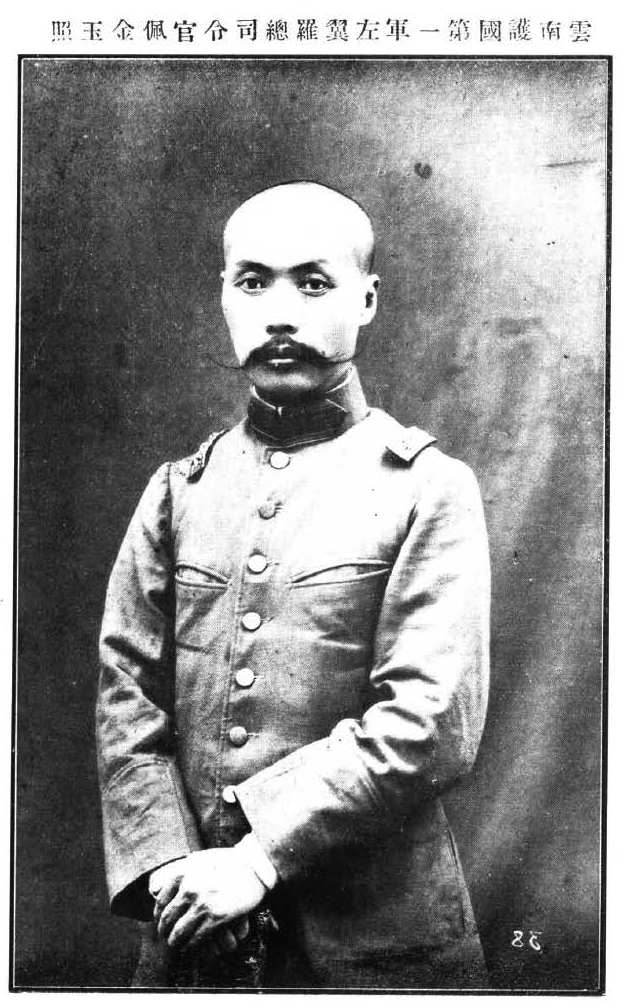
羅佩金
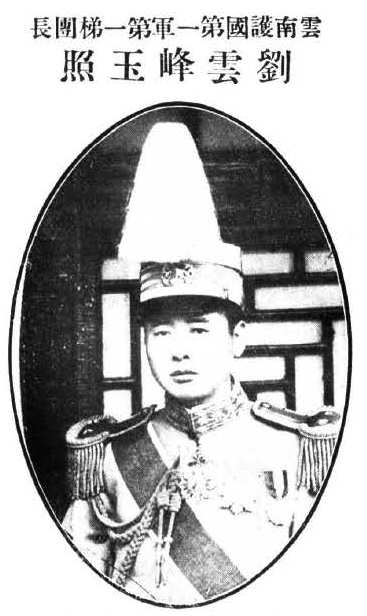
劉雲峰
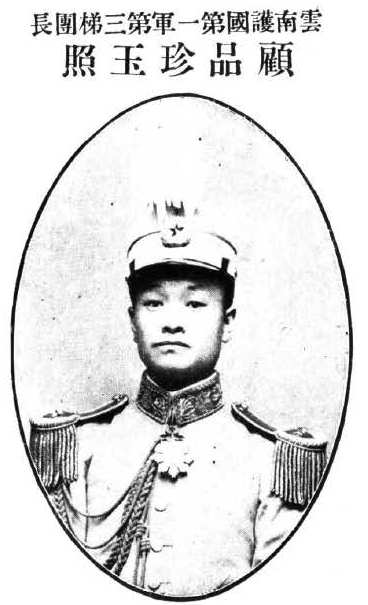
顧品珍
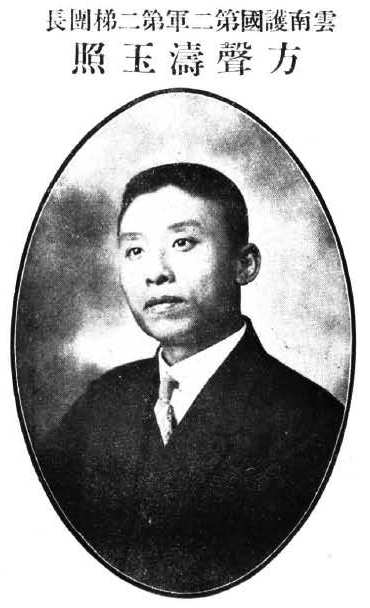
方聲濤
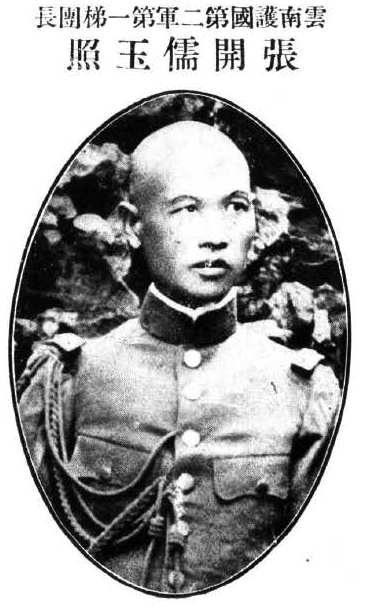
張開儒
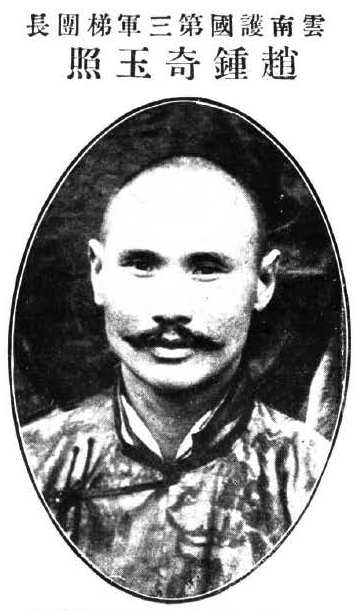
趙鍾奇
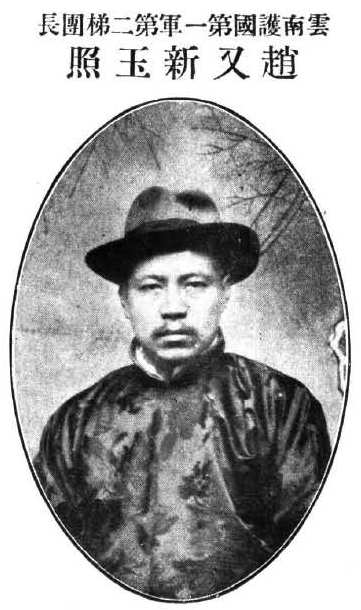
趙又新
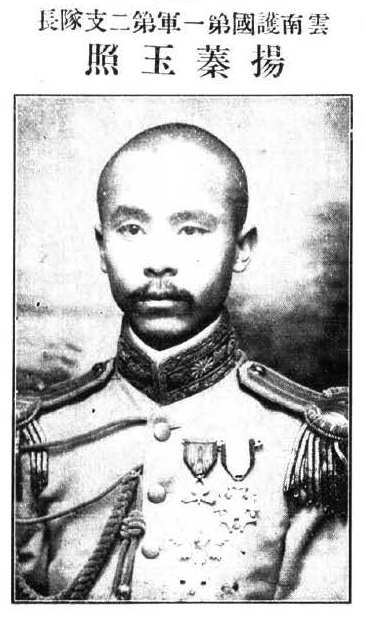
楊蓁
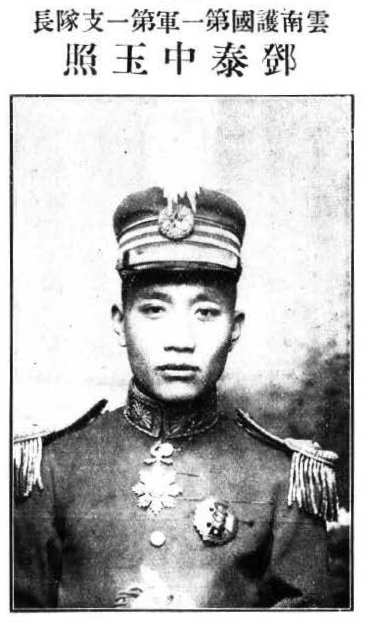
鄧泰中
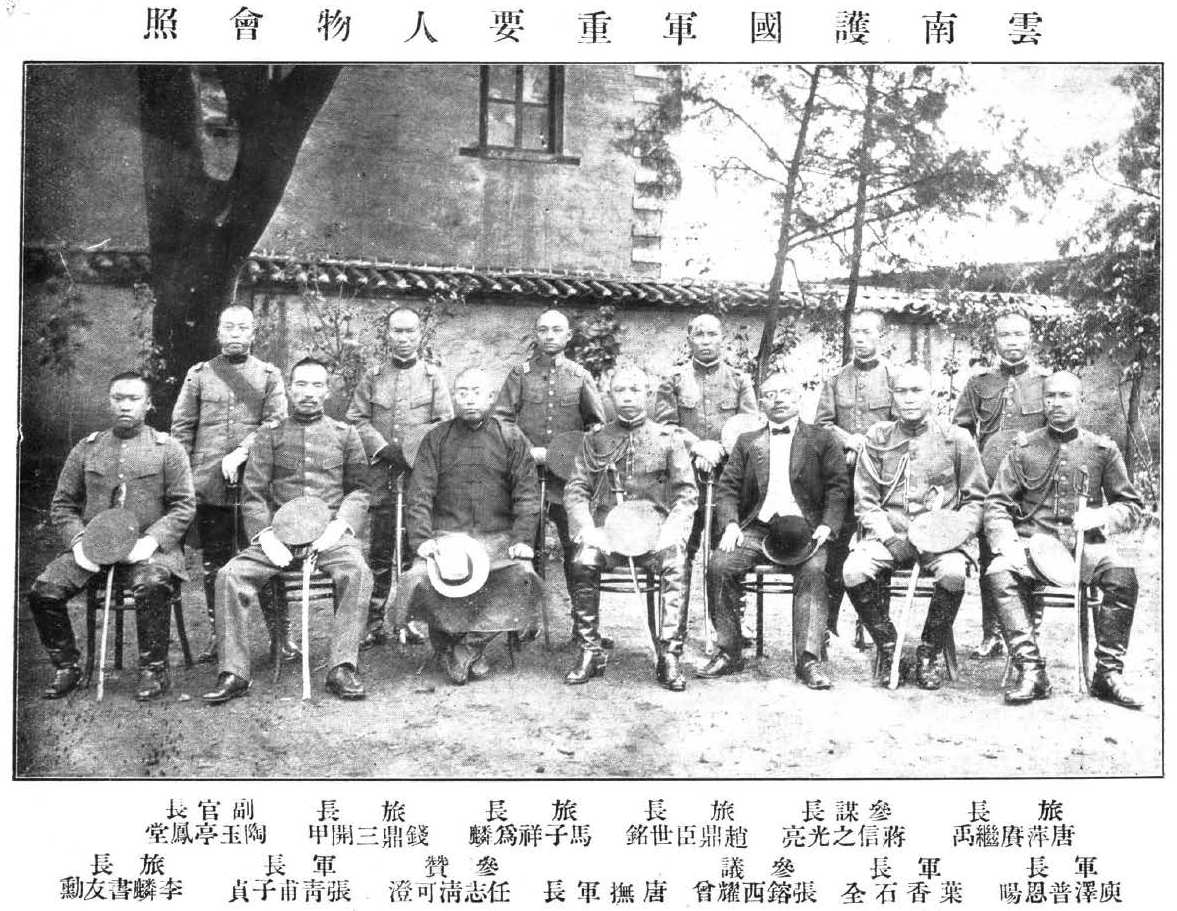
雲南護國軍重要人物會照
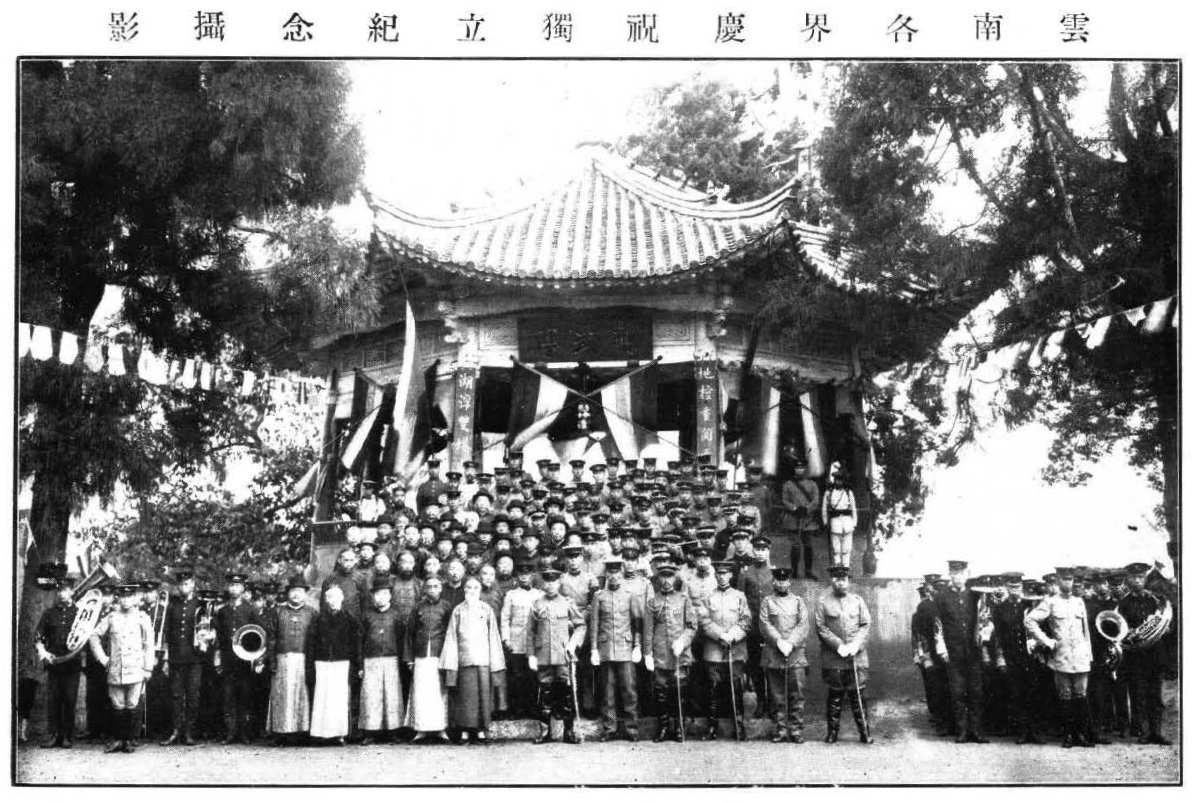
雲南各界慶祝獨立紀念攝影
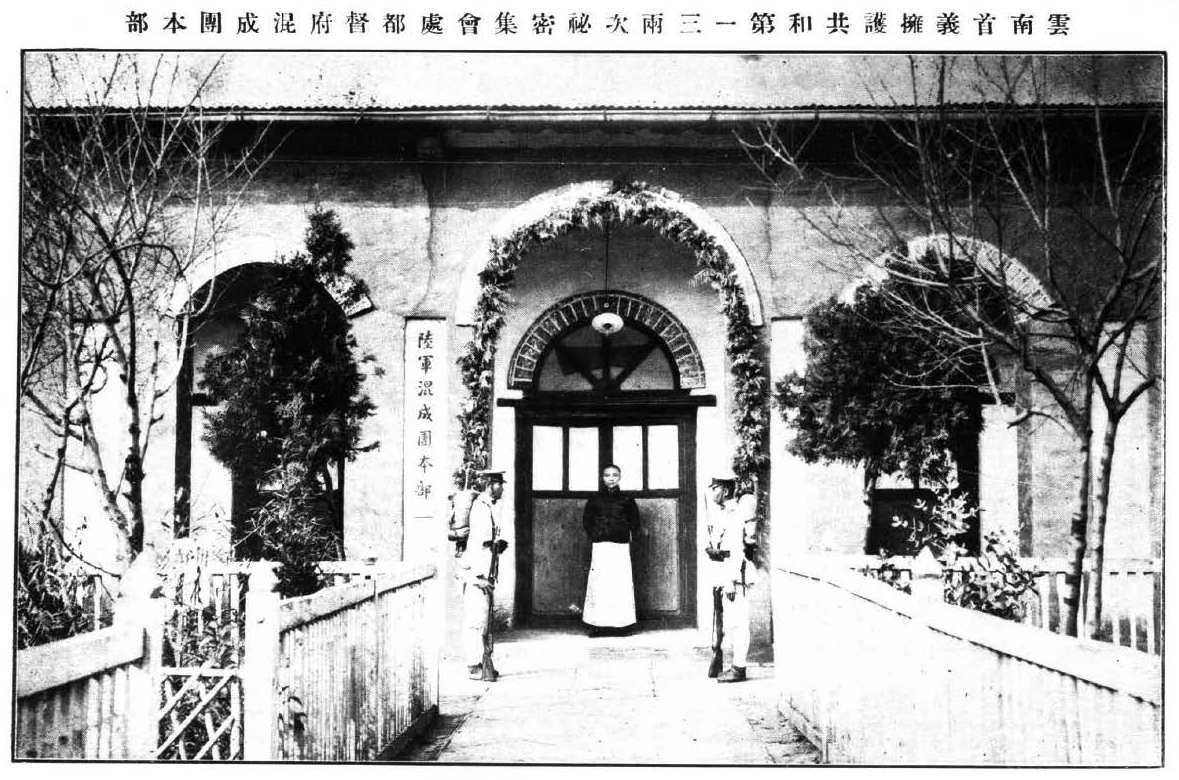
雲南首義擁護共和第一三兩次秘密集會處都督府混合團本部
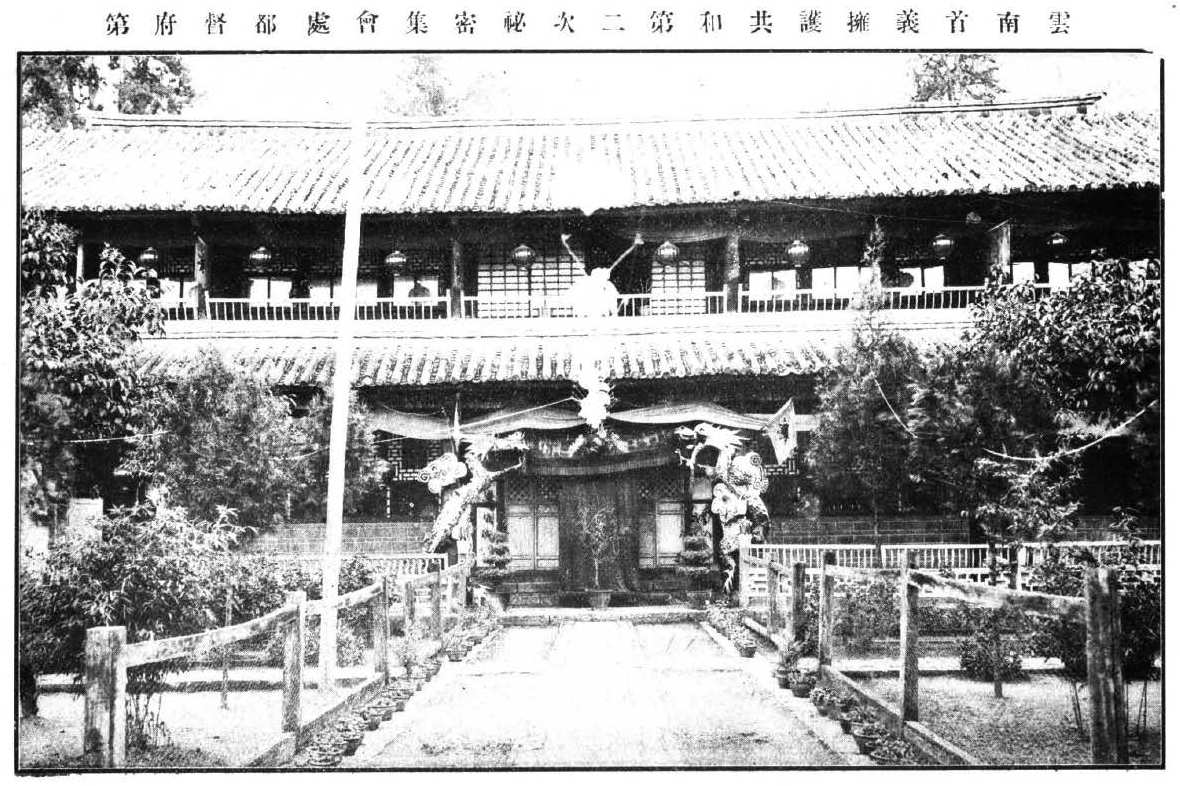
雲南首義擁護共和第二次秘密集會處都督府第
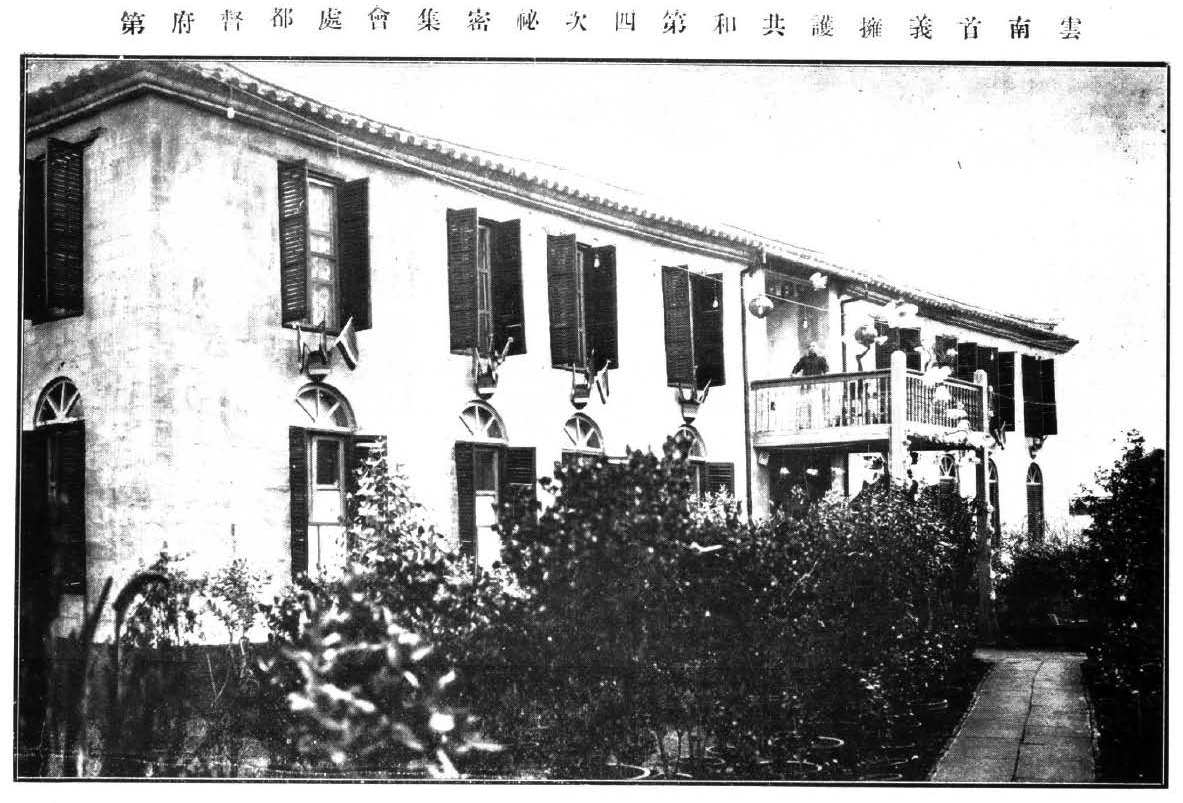
雲南首義擁護共和第四次秘密集會處都督府第
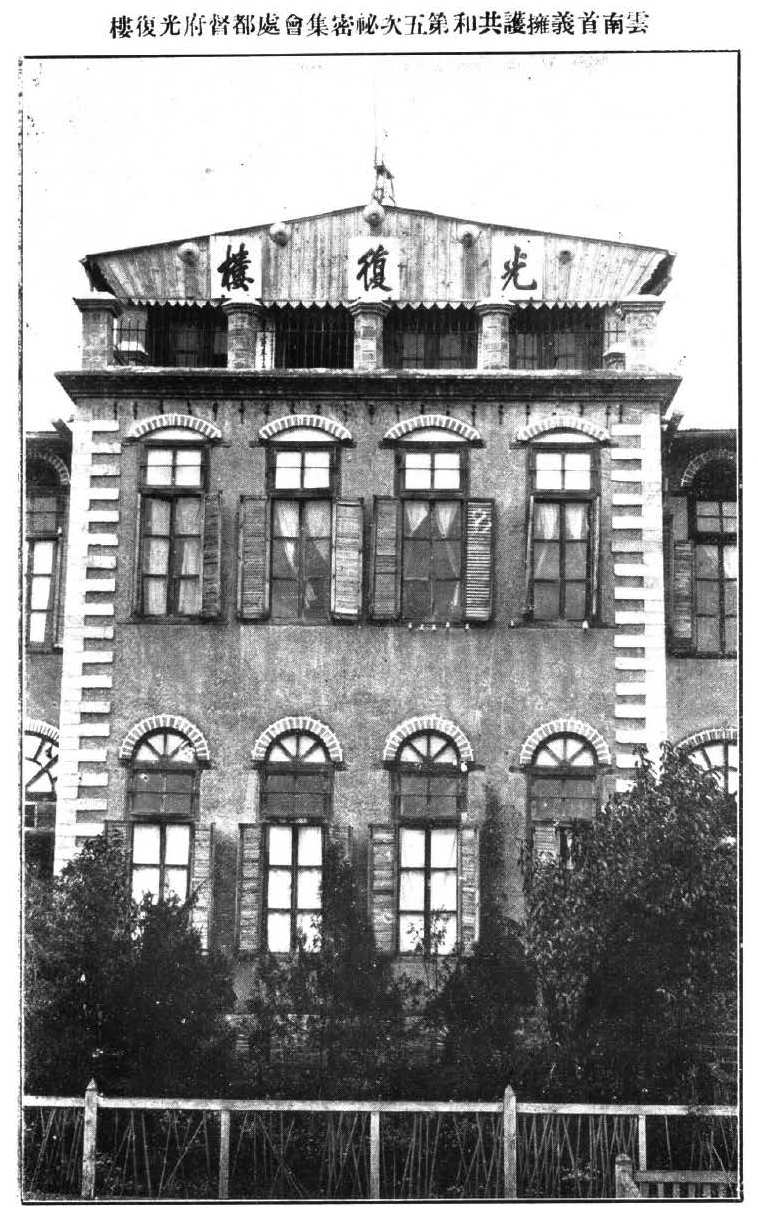
雲南首義擁護共和第五次秘密集會處都督府光復樓
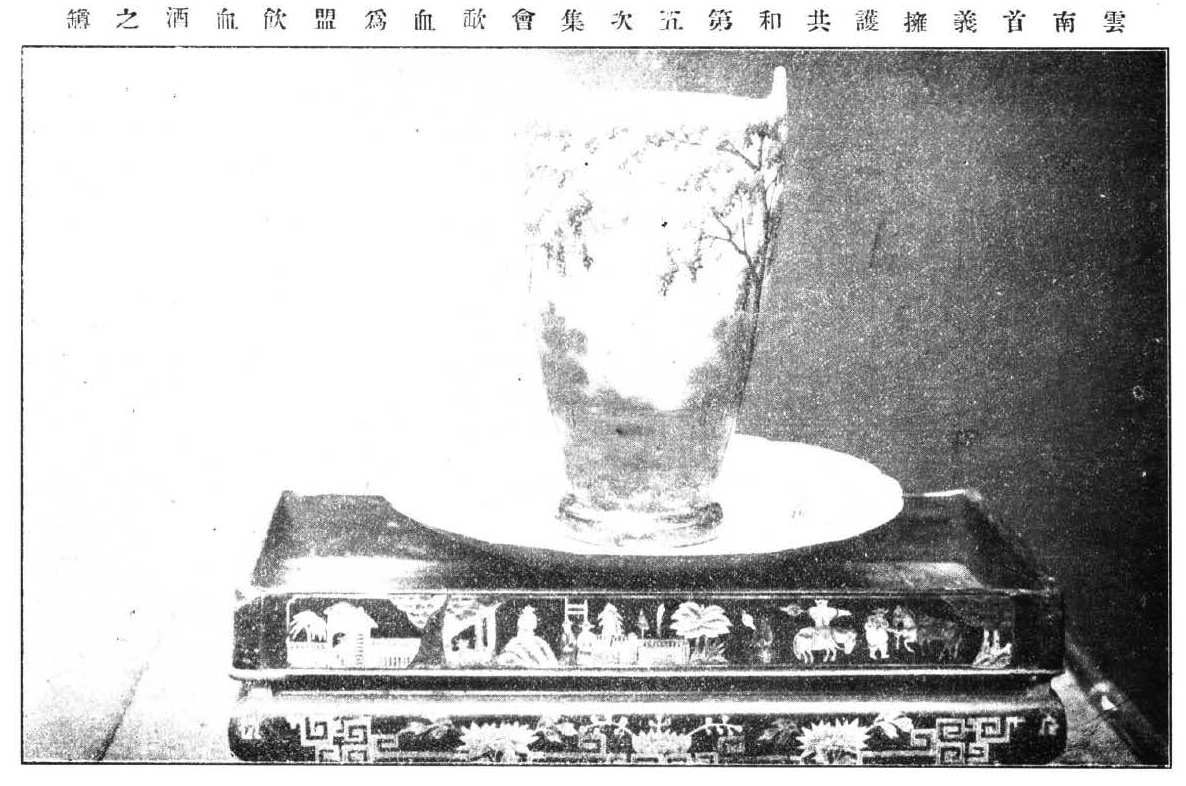
雲南首義擁護共和第五次集會歃血為盟飲血酒之罇
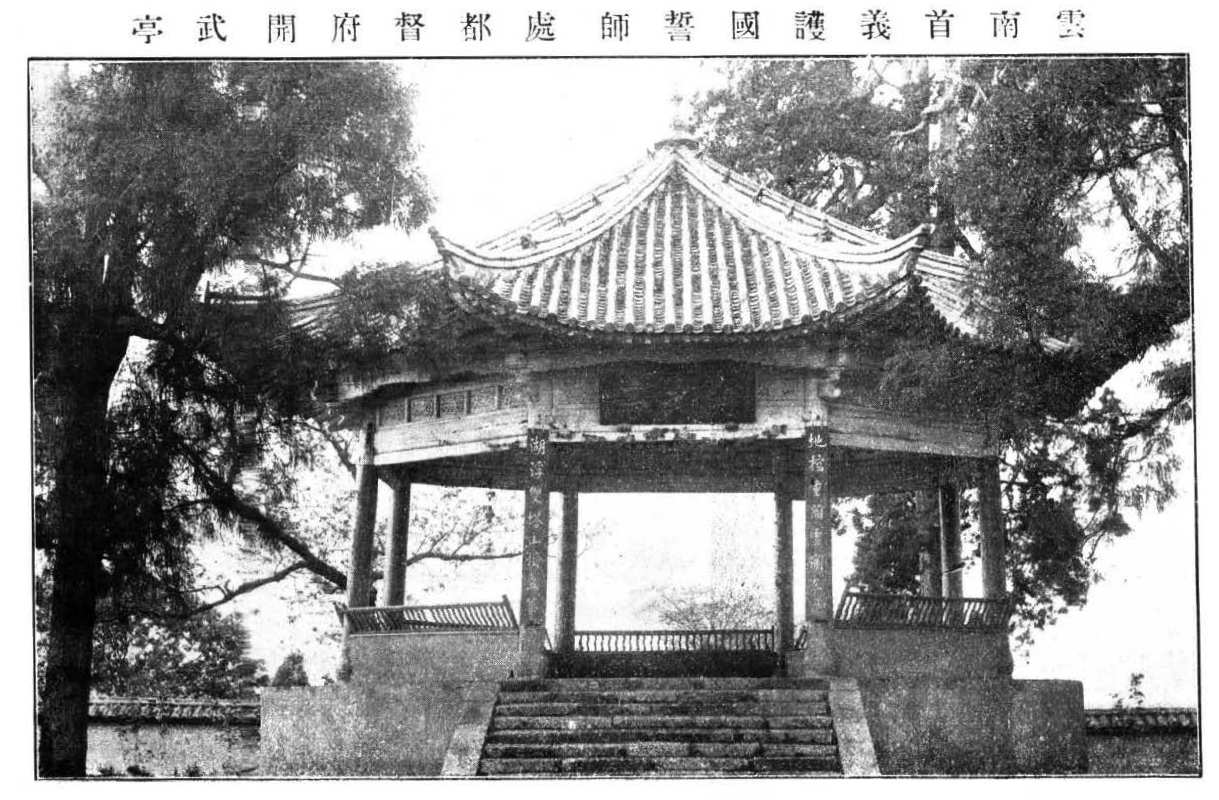
雲南首義護國誓師處都督府開武亭
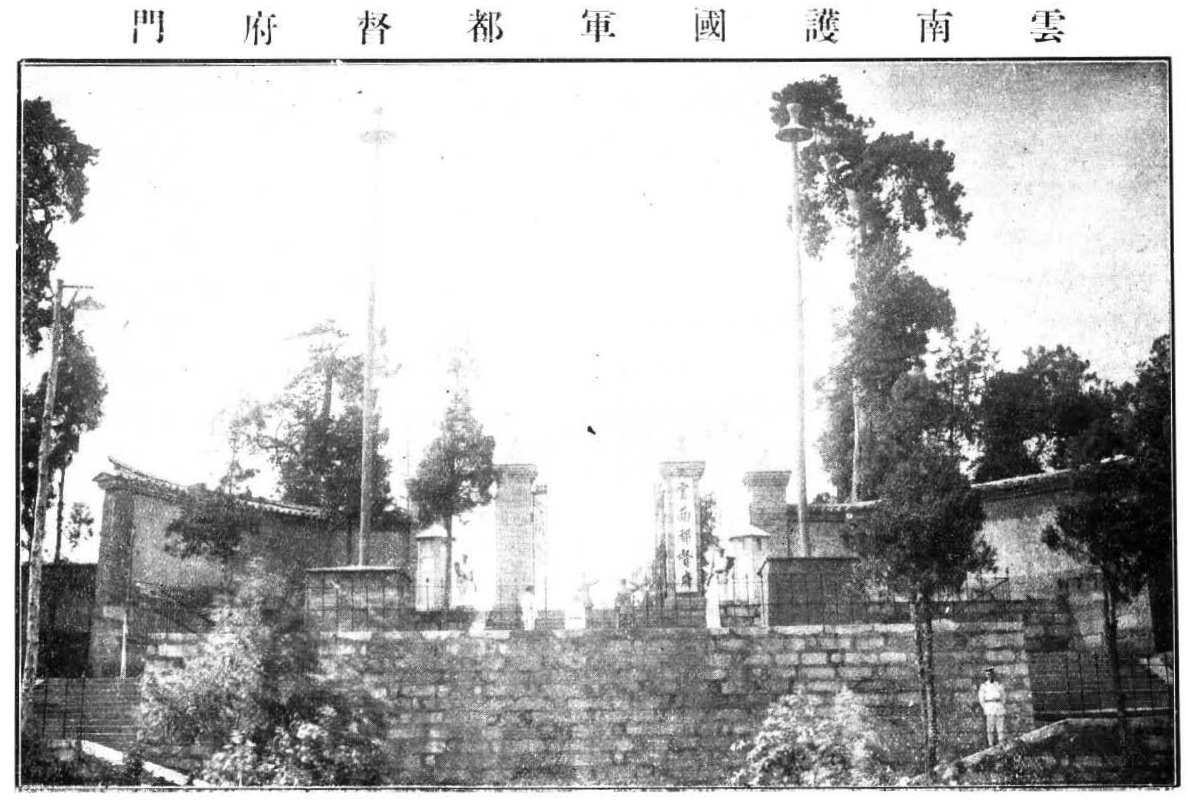
雲南護國軍都督府門
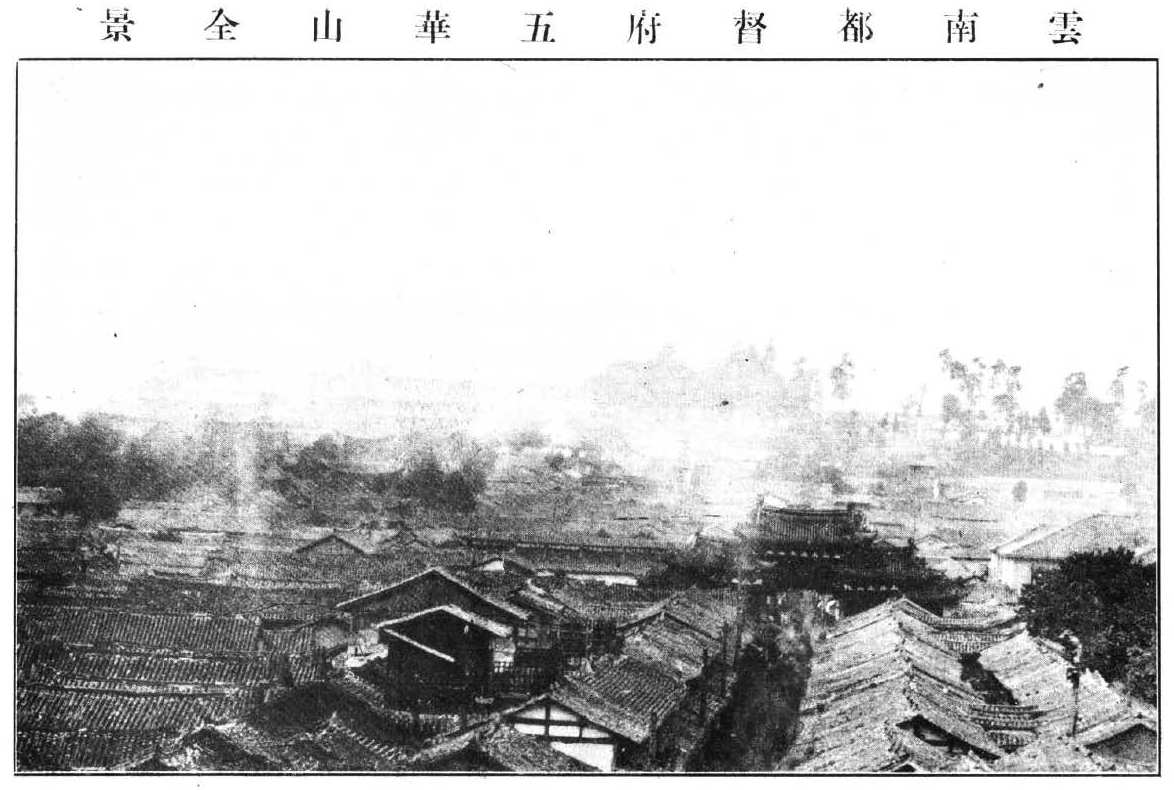
雲南都督府五華山全景
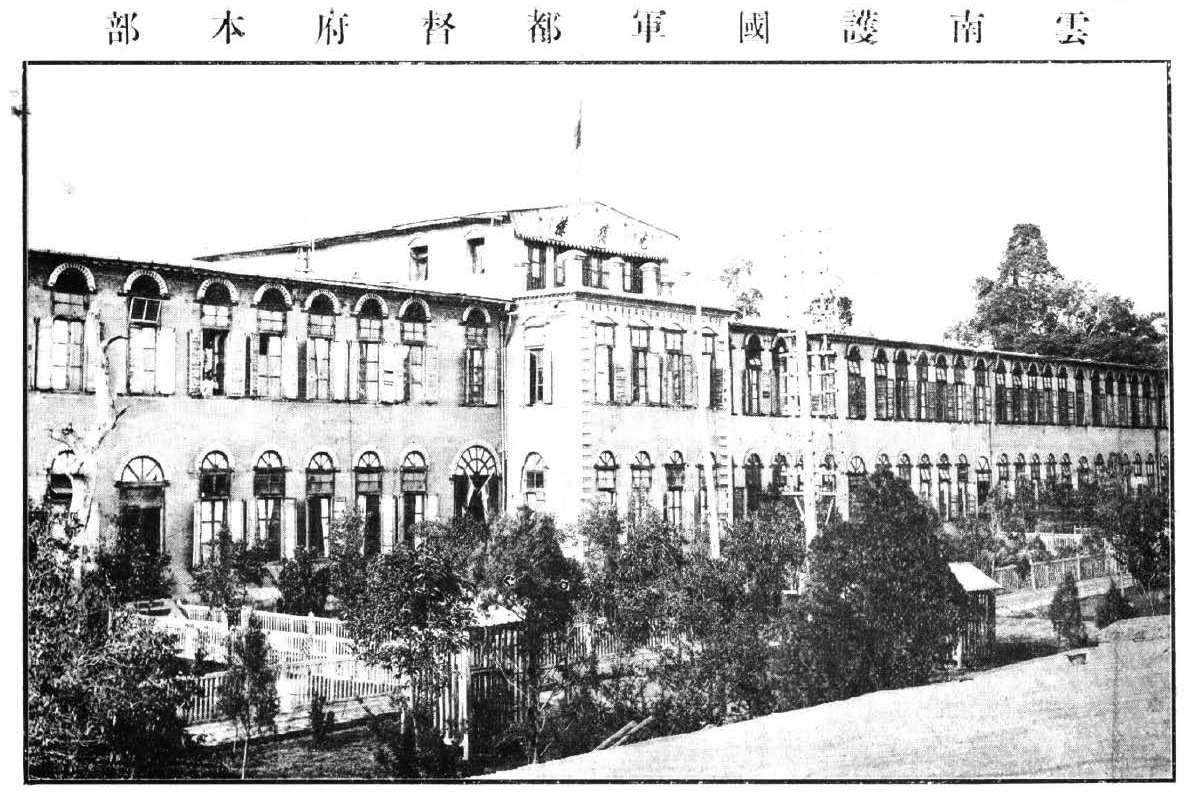
雲南護國軍都督府本部光復樓
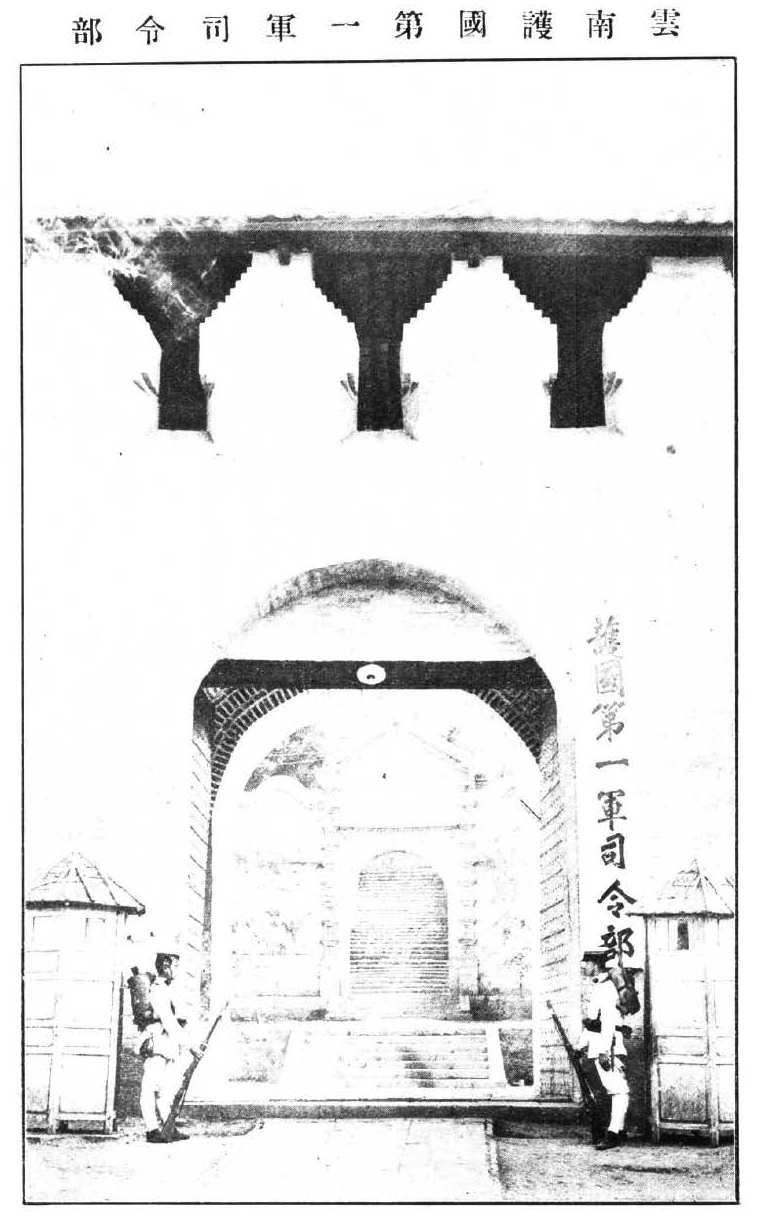
雲南護國第一軍司令部
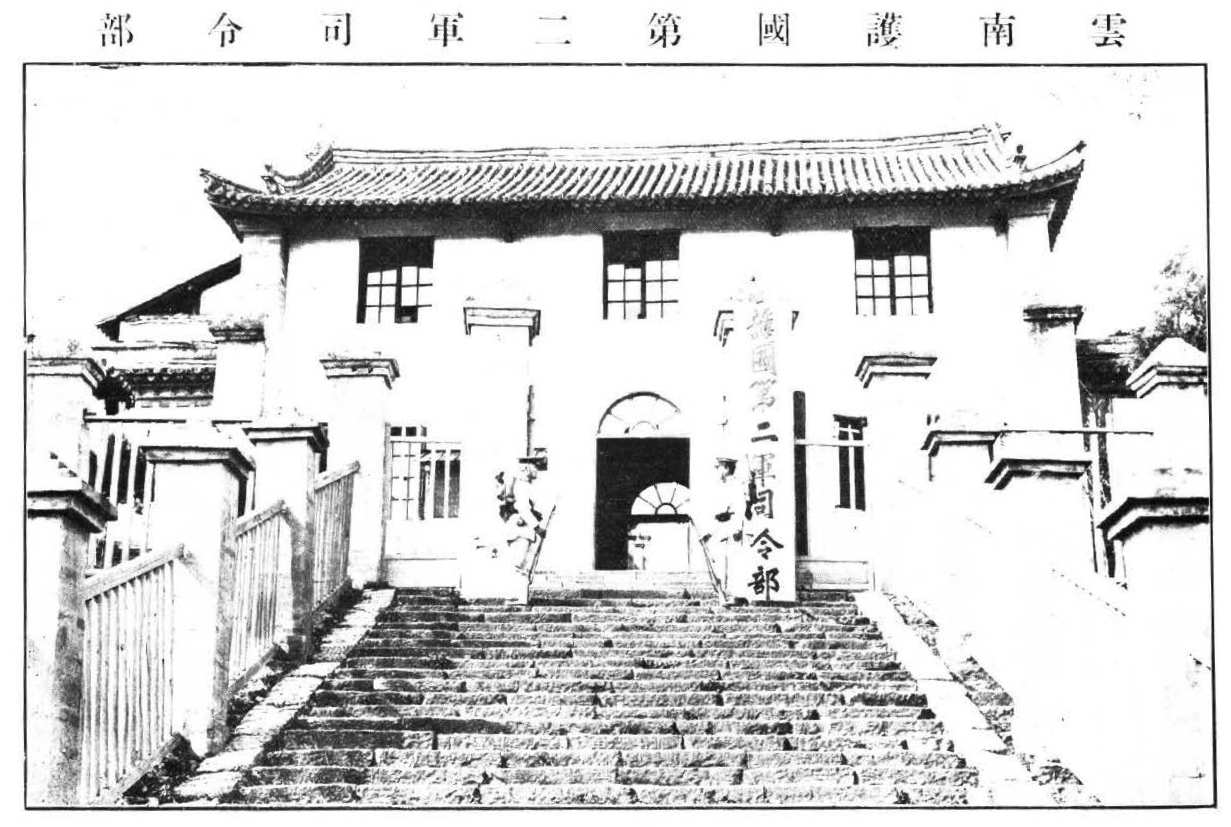
雲南護國第二軍司令部
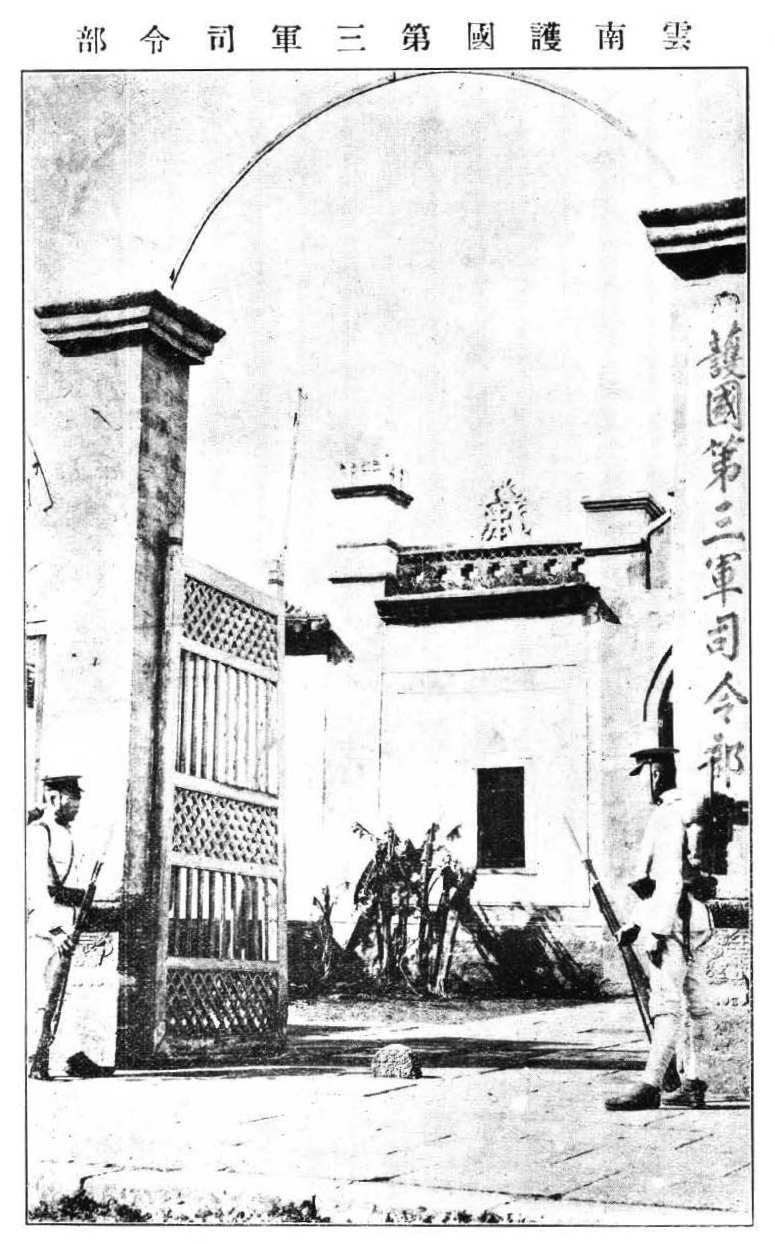
雲南護國第三軍司令部
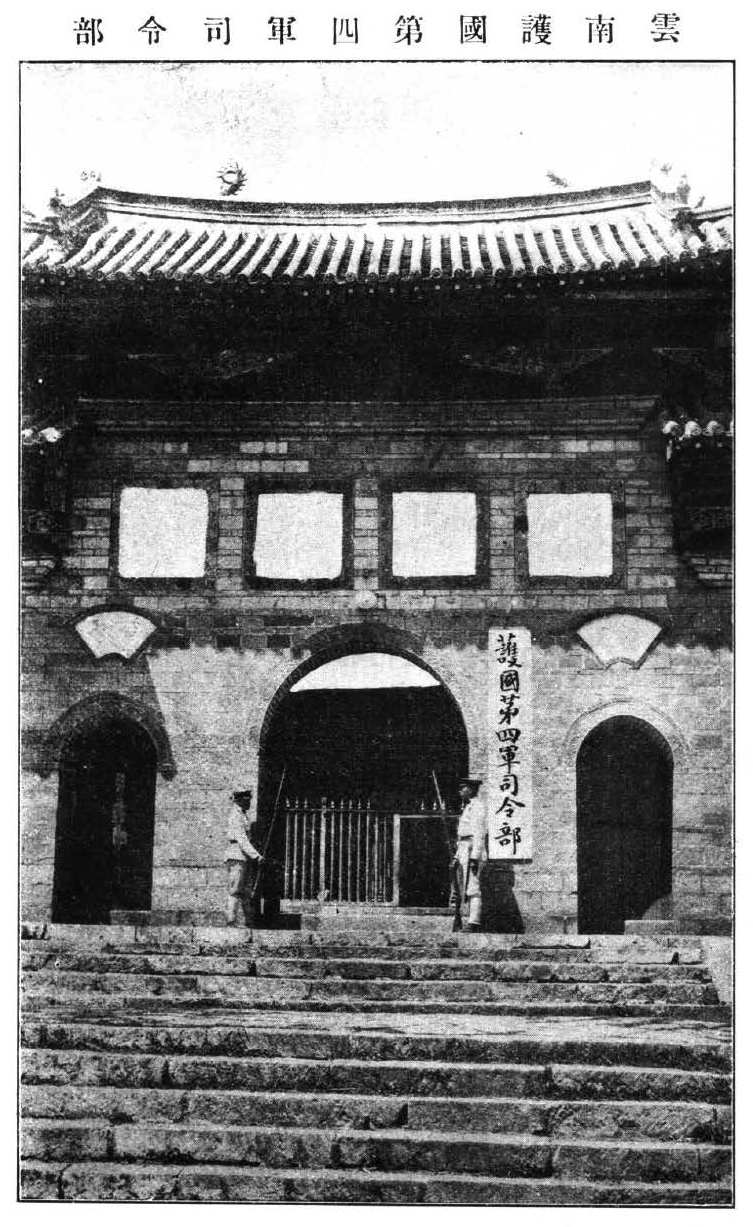
雲南護國第四軍司令部
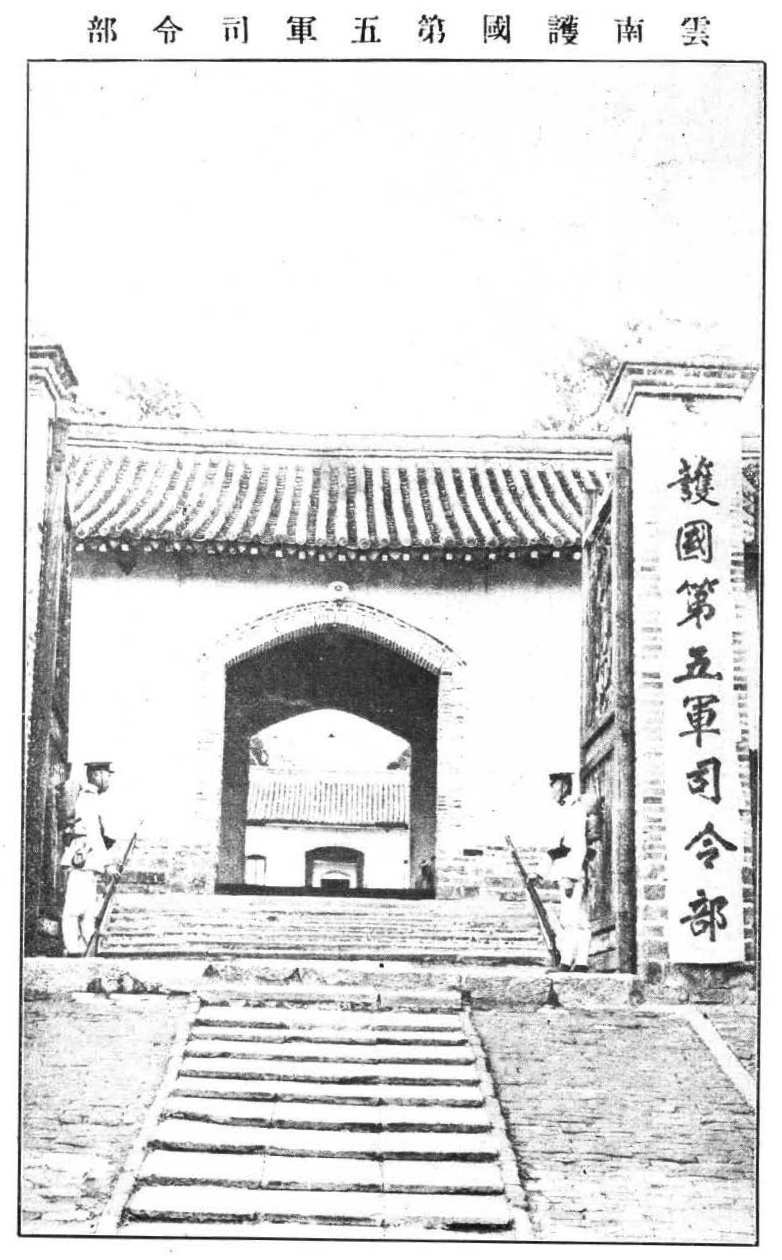
雲南護國第五軍司令部
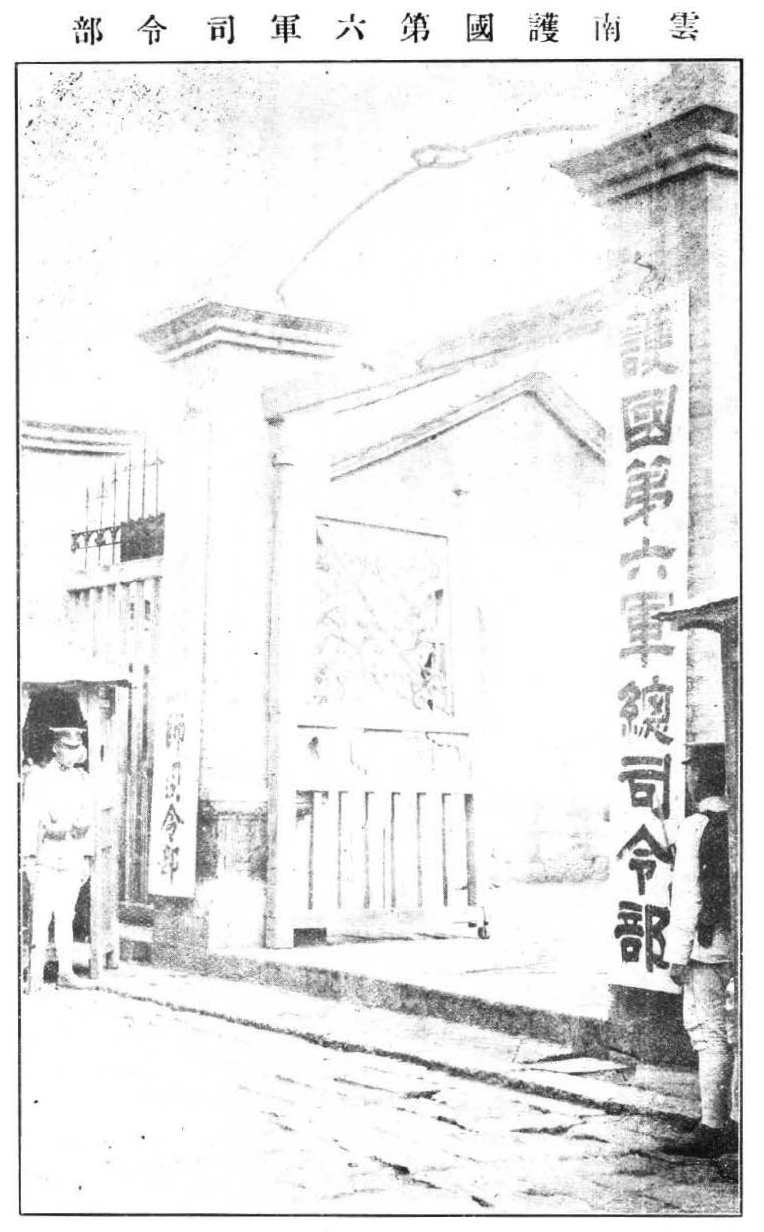
雲南護國第六軍司令部
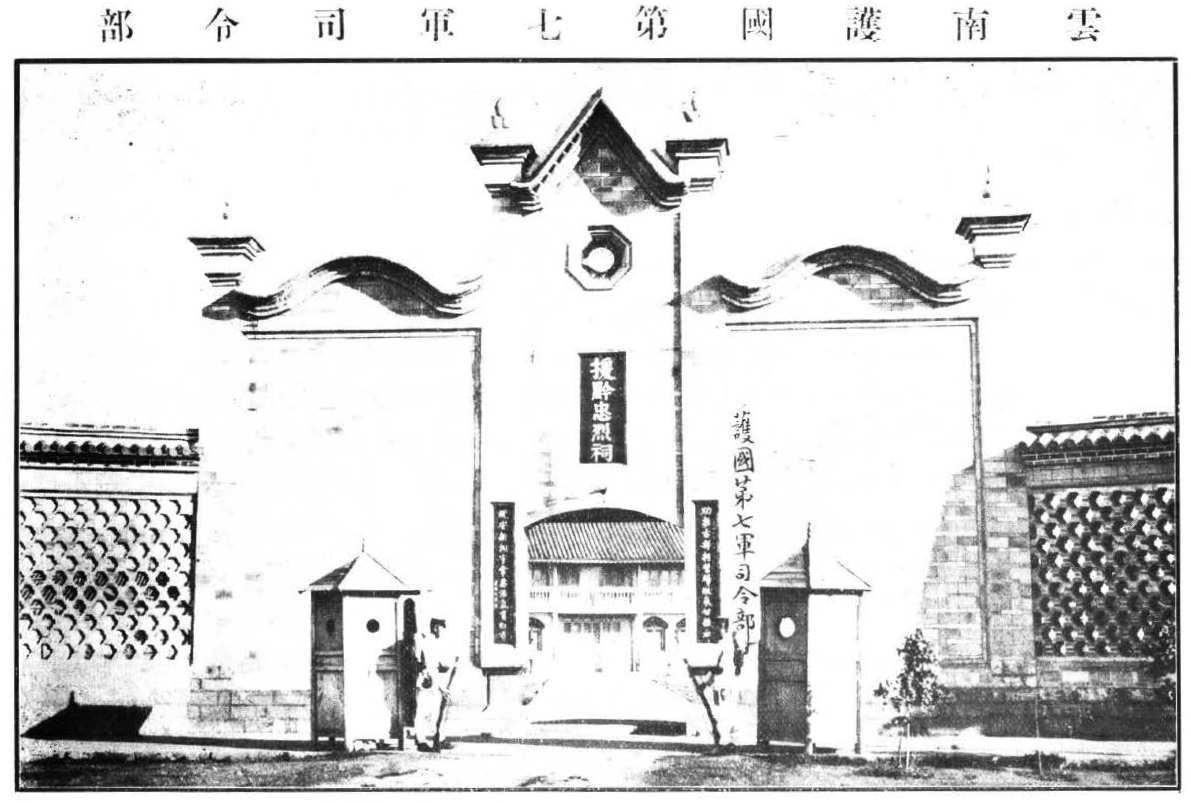
雲南護國第七軍司令部
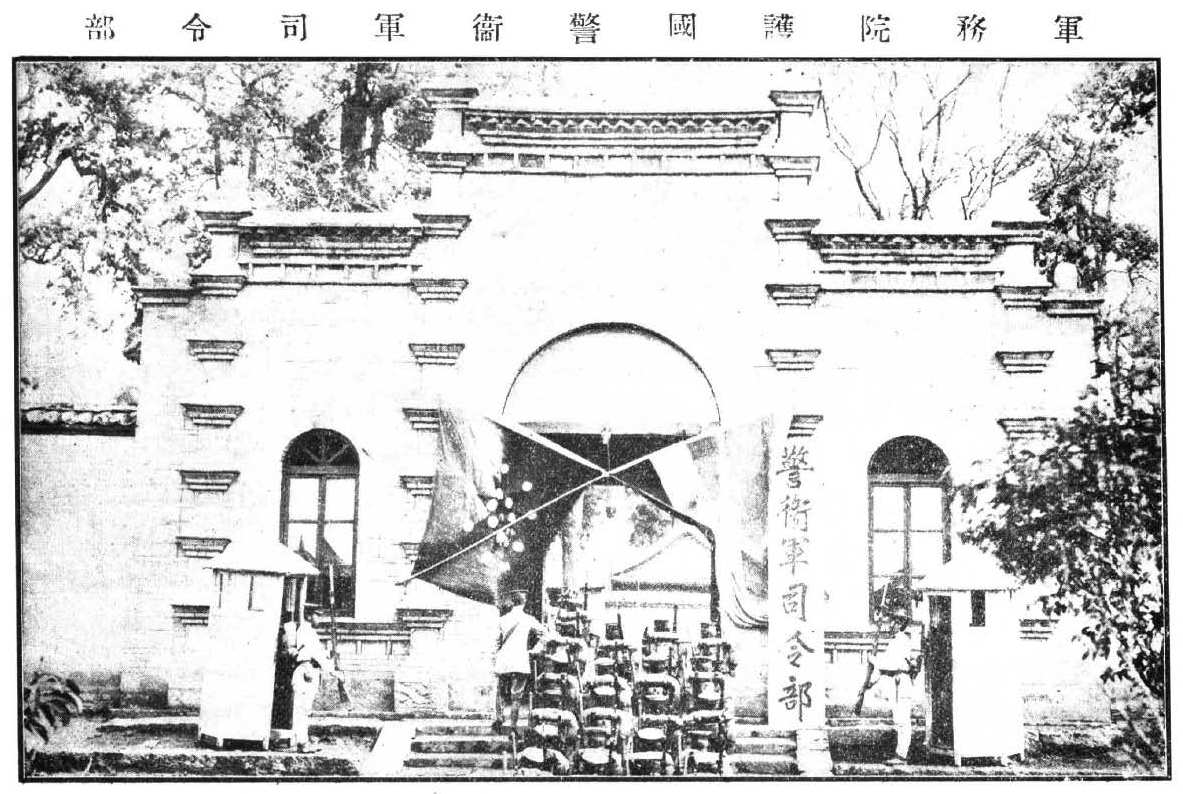
軍務院護國警衛軍司令部
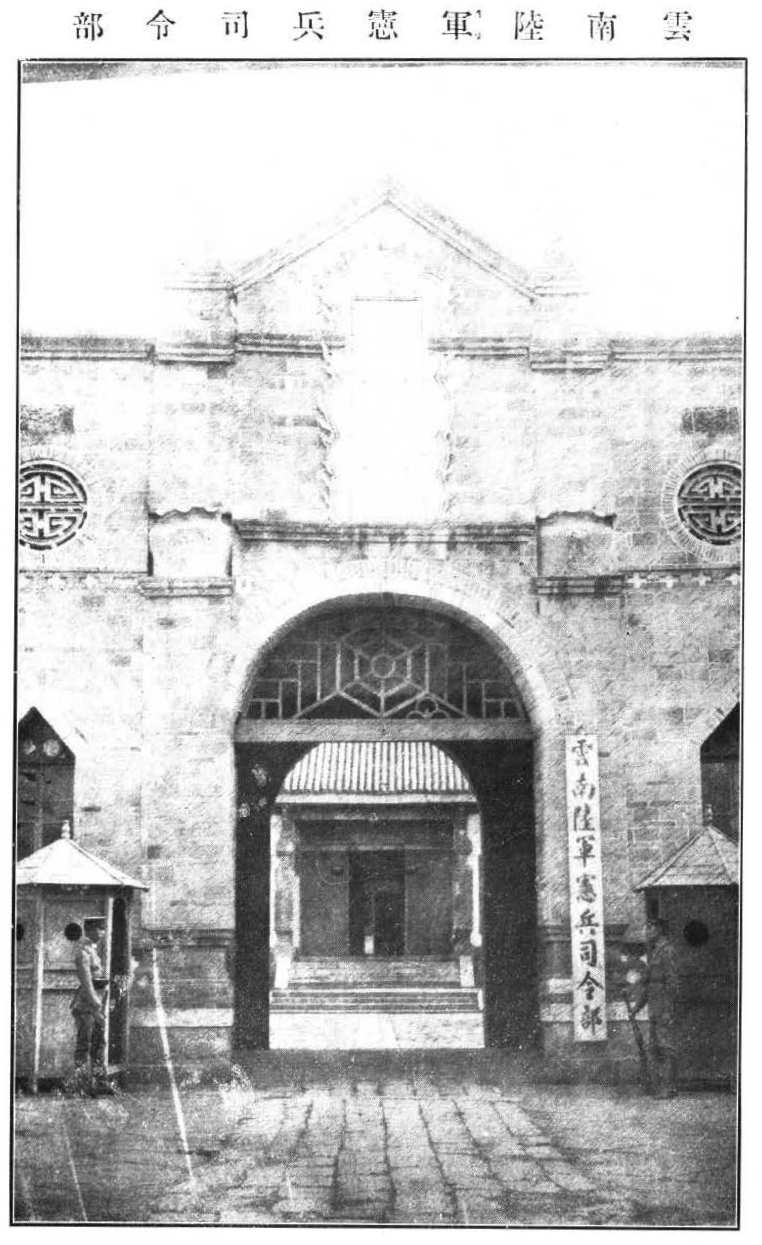
雲南陸軍憲兵司令部
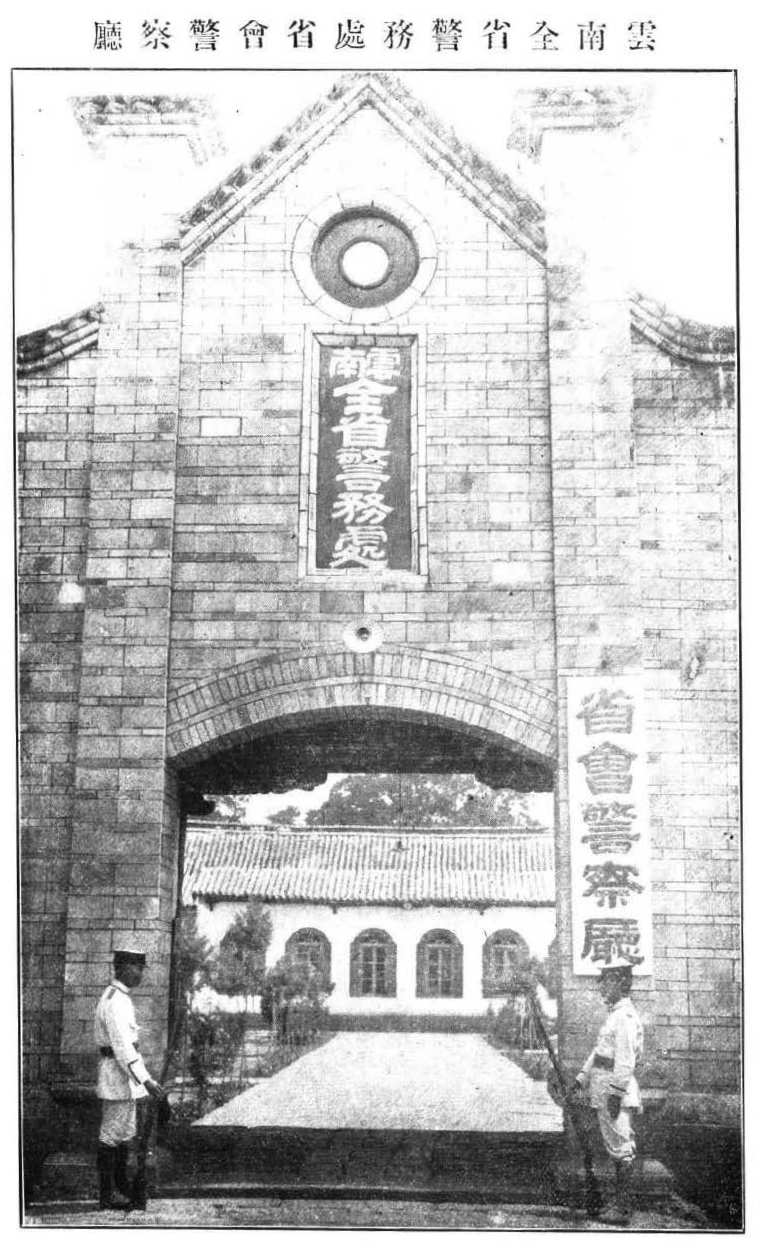
雲南全省警務處省會警察廳
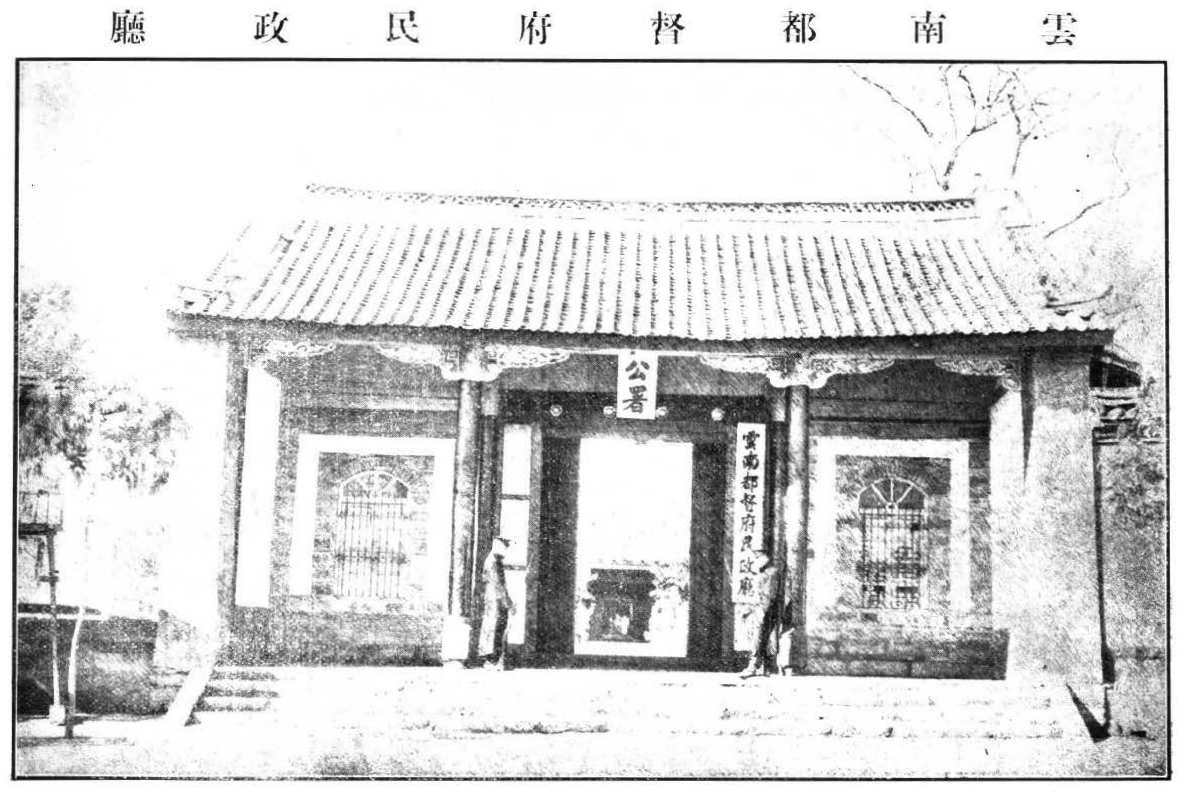
雲南都督府民政廳
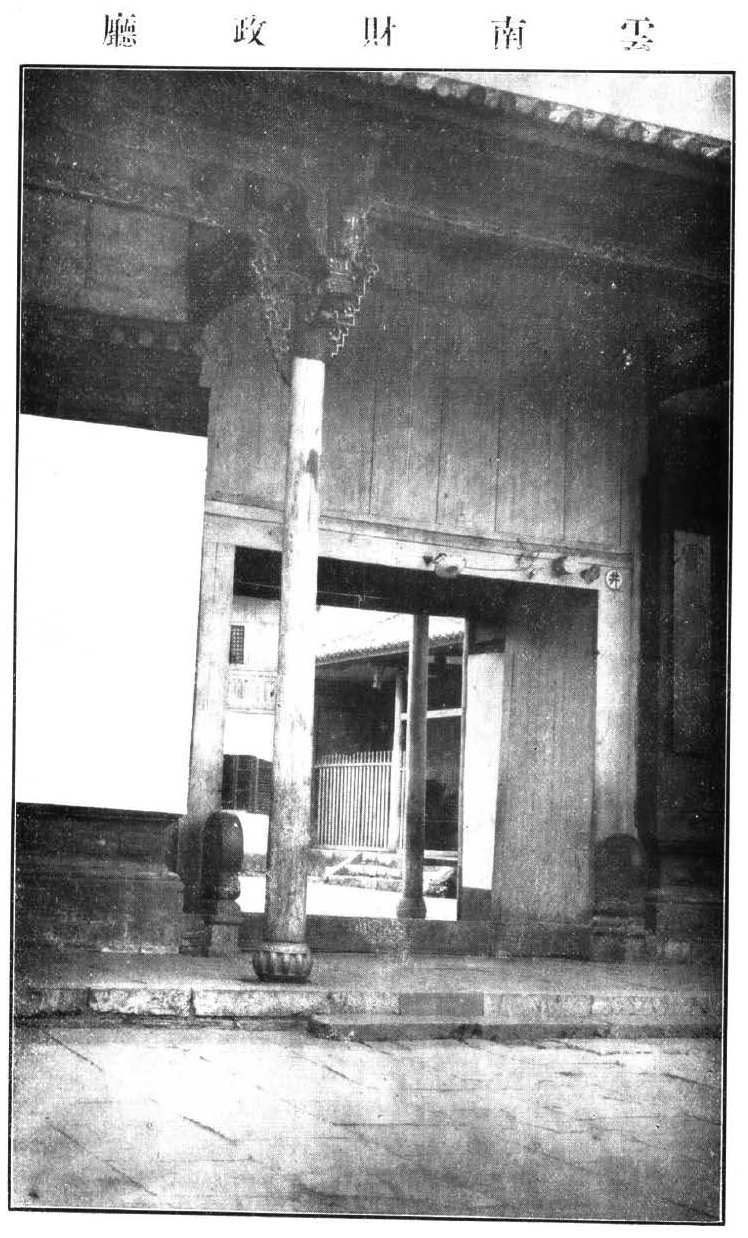
雲南財政廳
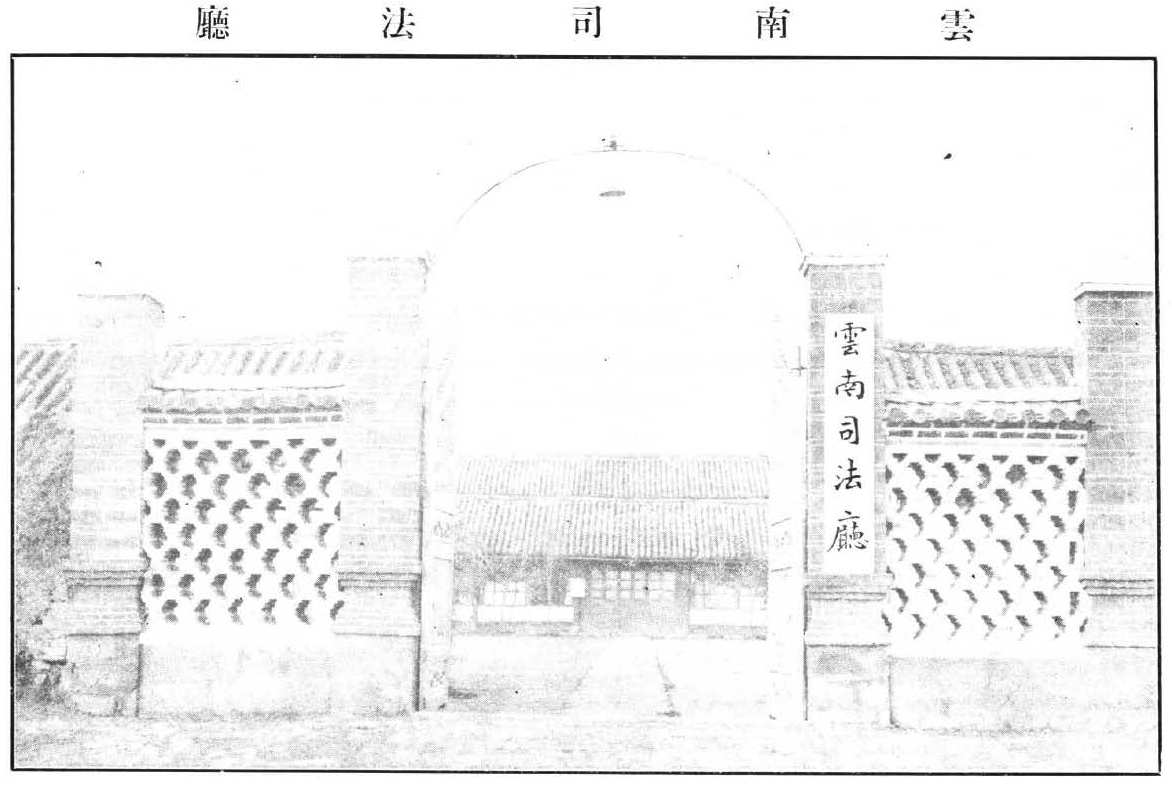
雲南司法廳
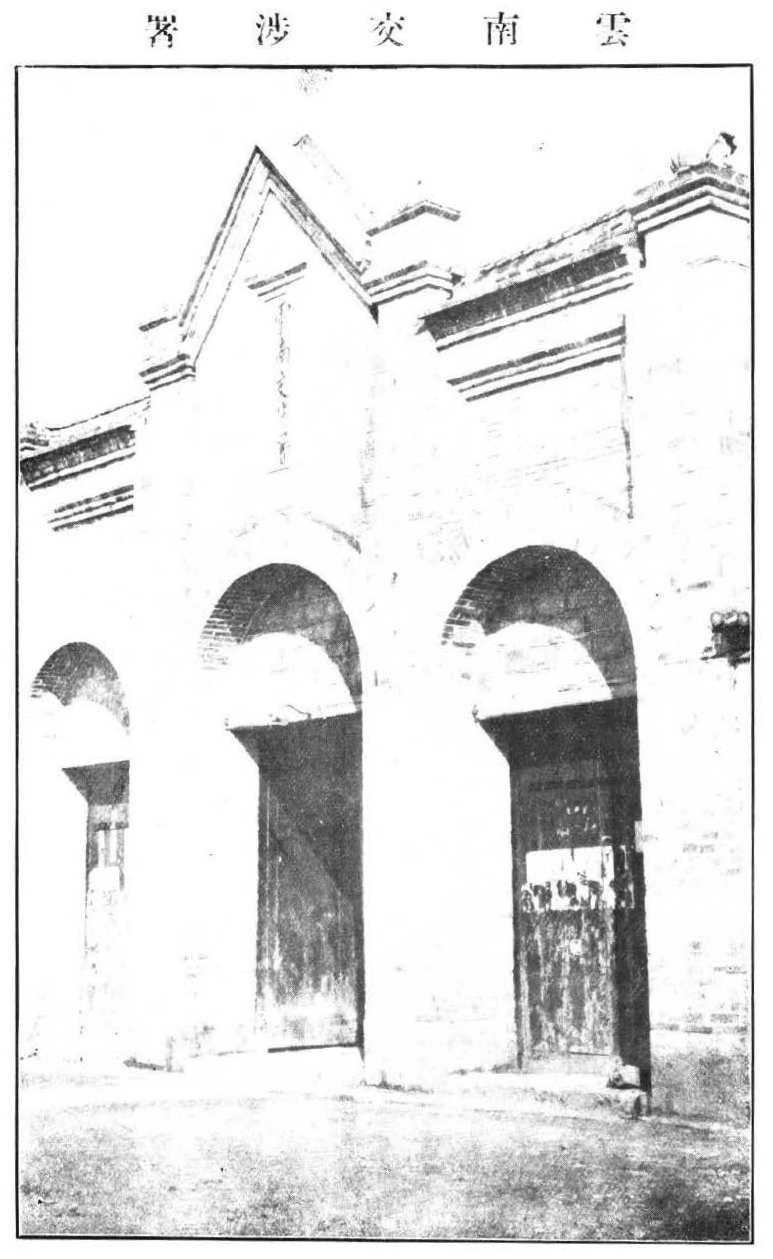
雲南交涉署
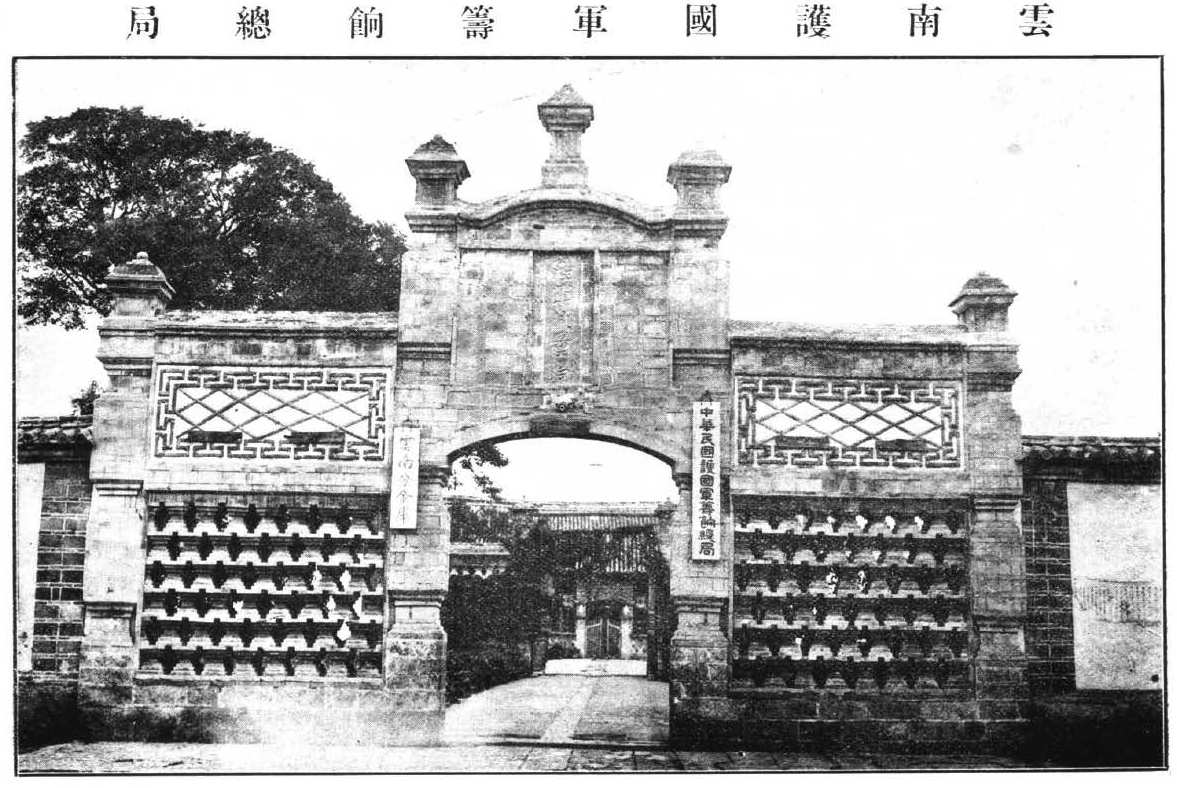
雲南護國軍籌餉總局
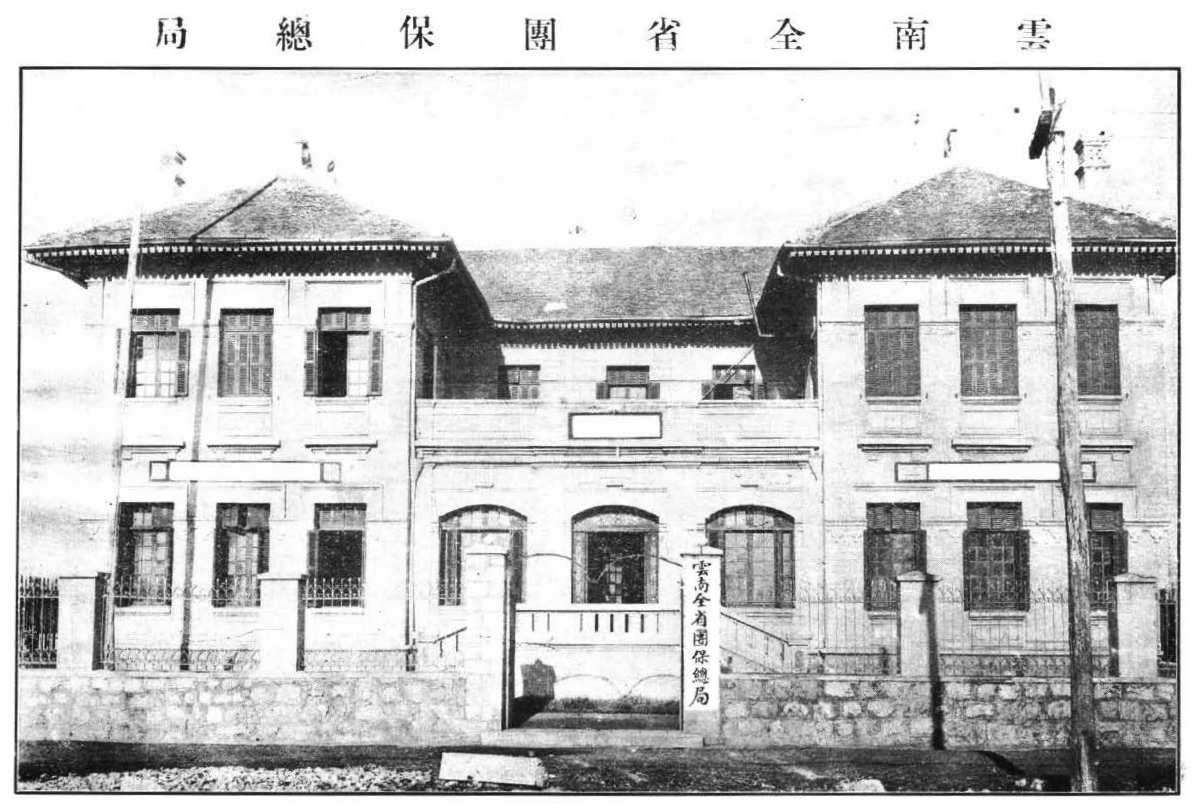
雲南全省團保總局
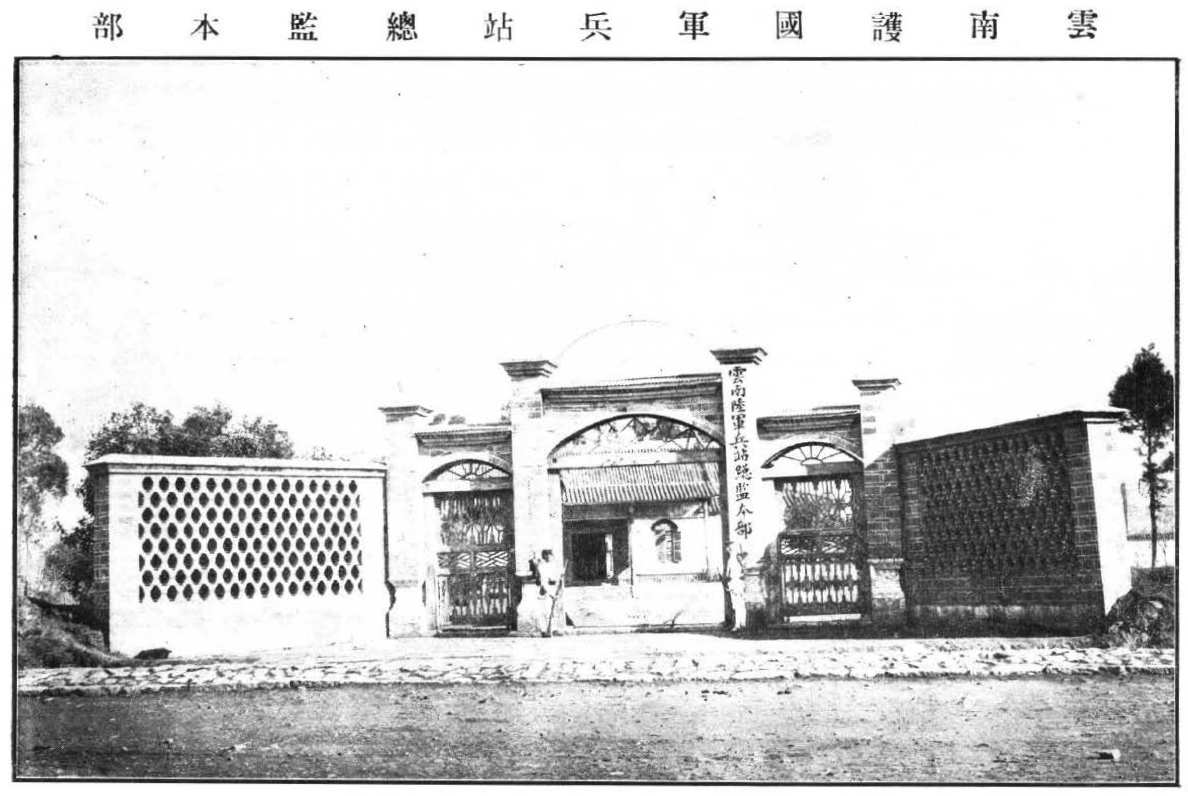
雲南護國軍兵站總監本部
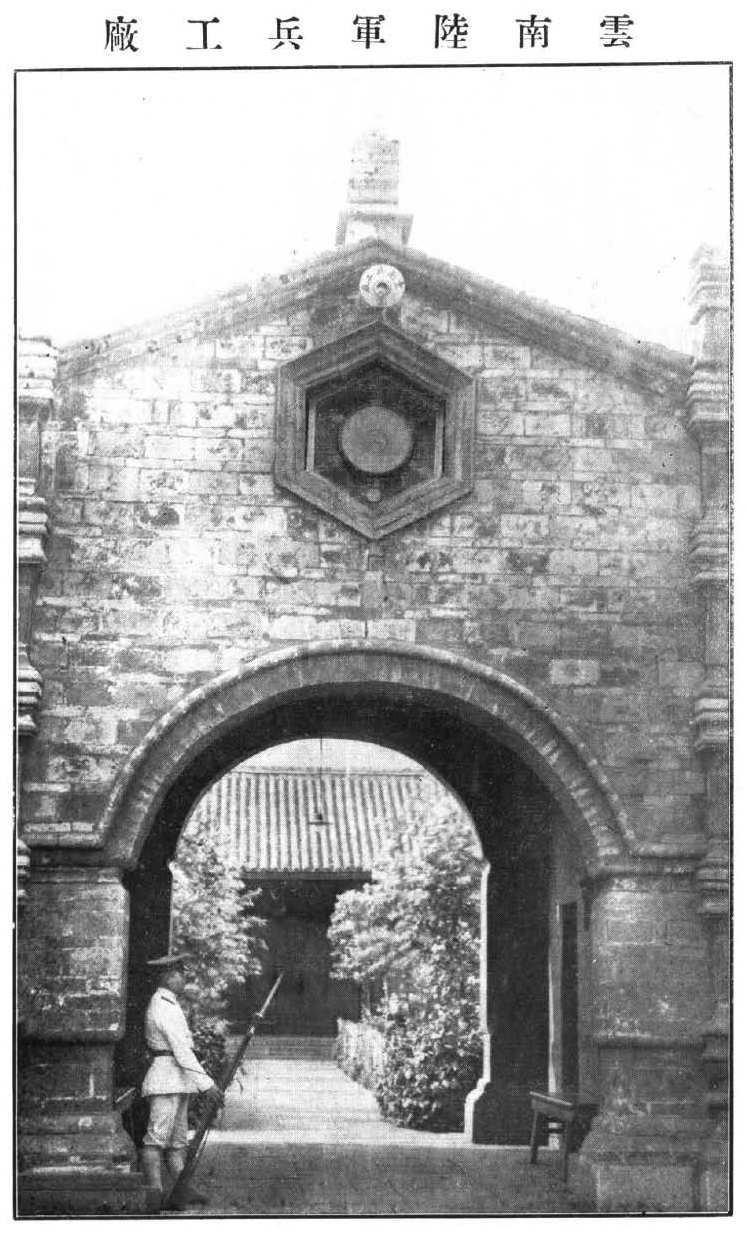
雲南陸軍兵工廠
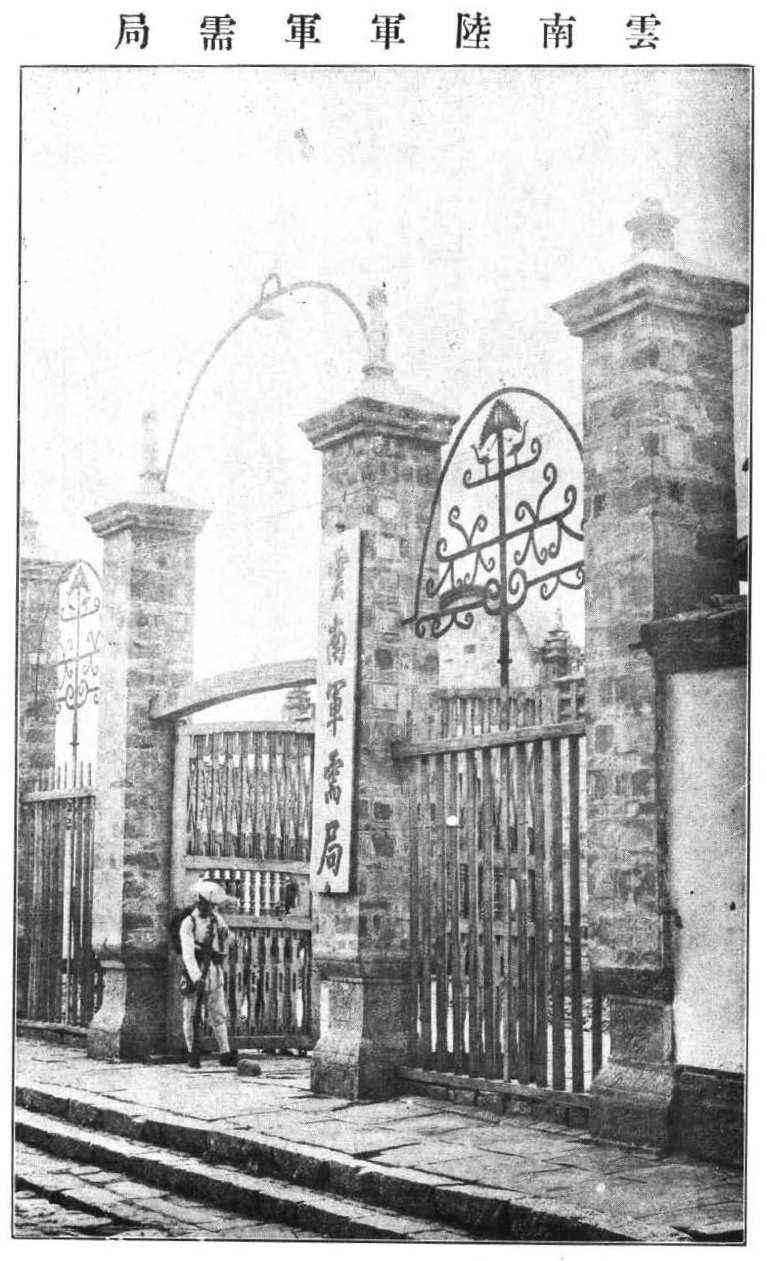
雲南陸軍軍需局
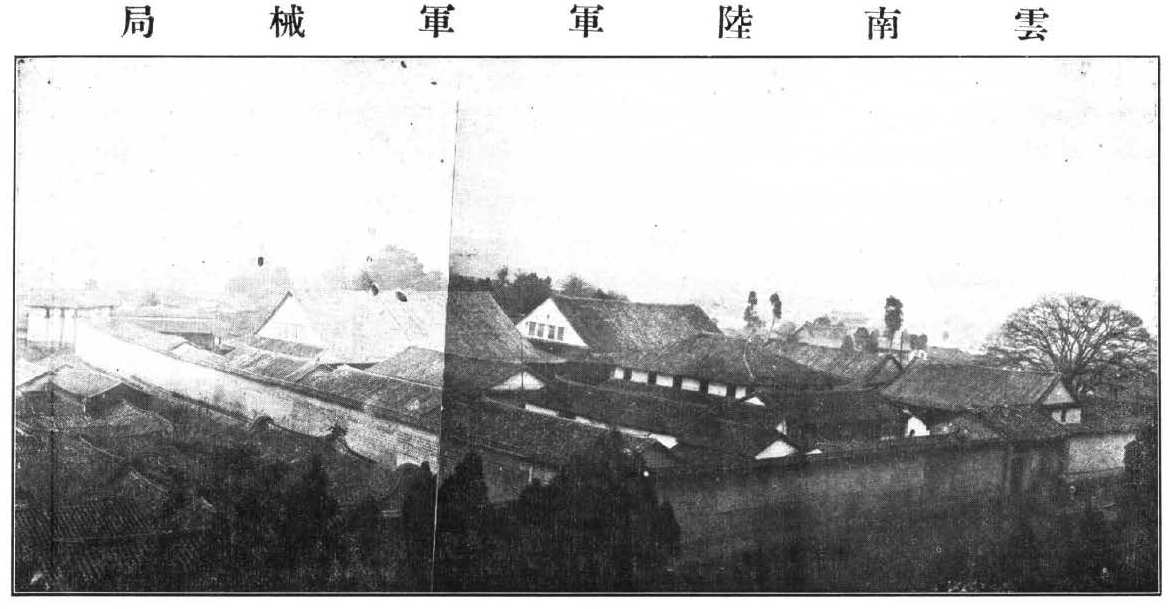
雲南陸軍軍械局
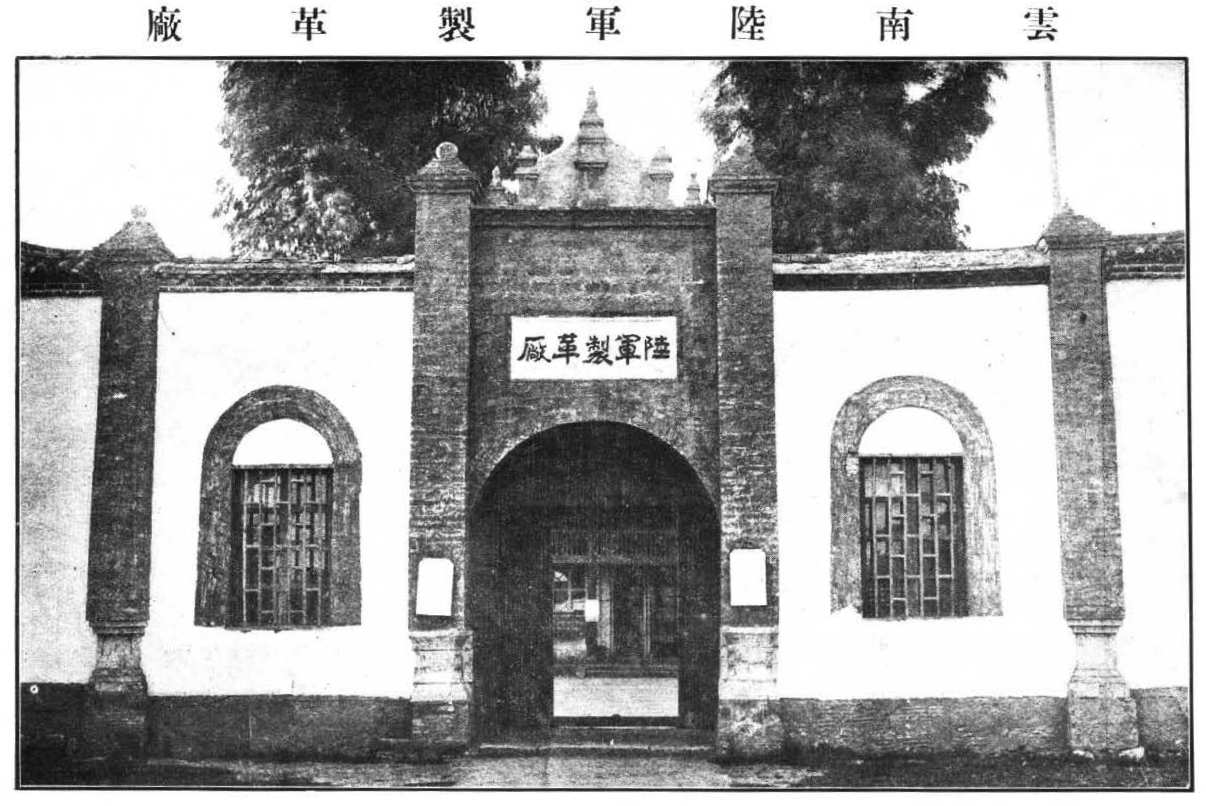
雲南陸軍制革廠
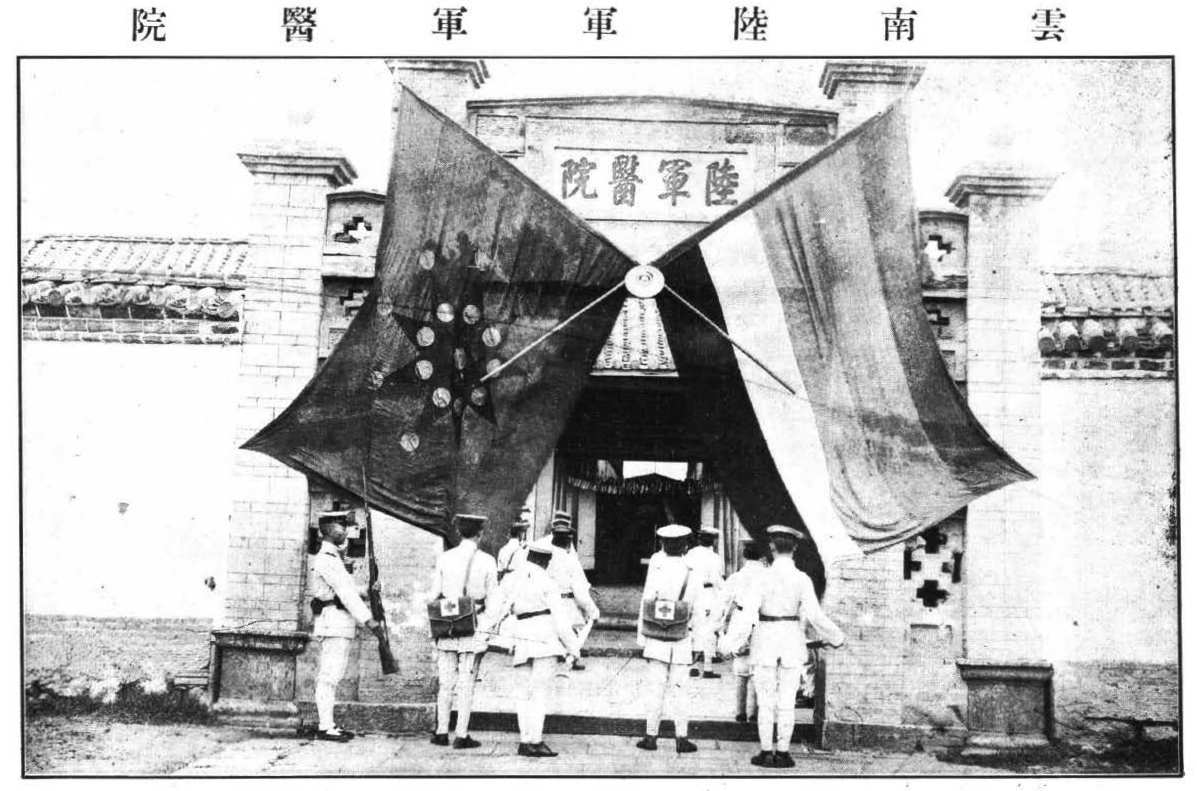
雲南陸軍軍醫院
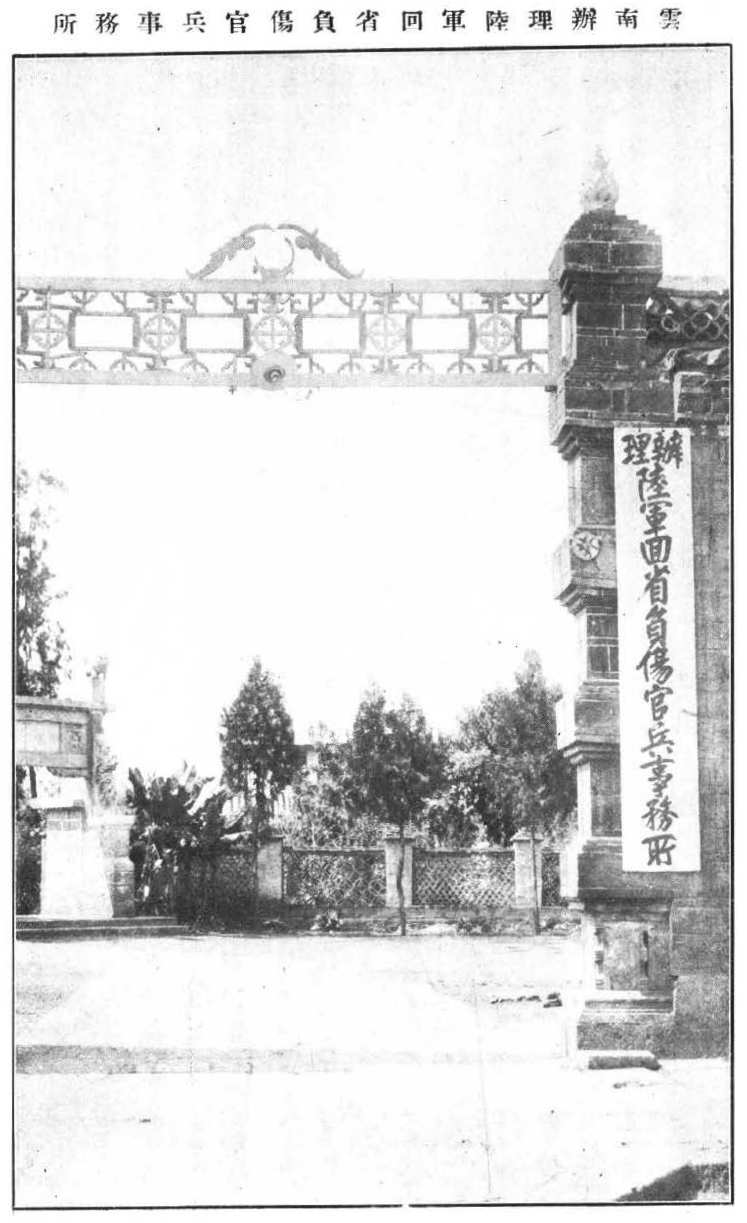
雲南辦理陸軍回省負傷官兵事務所
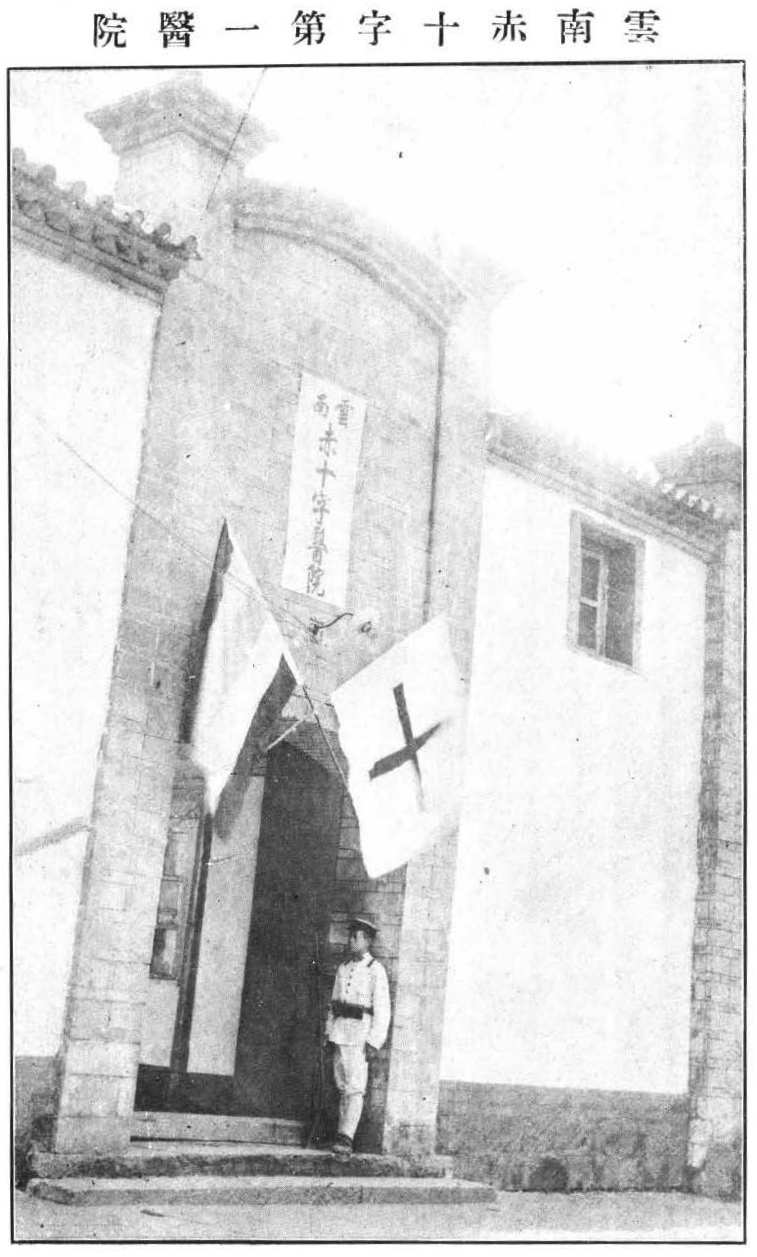
雲南赤十字第一醫院
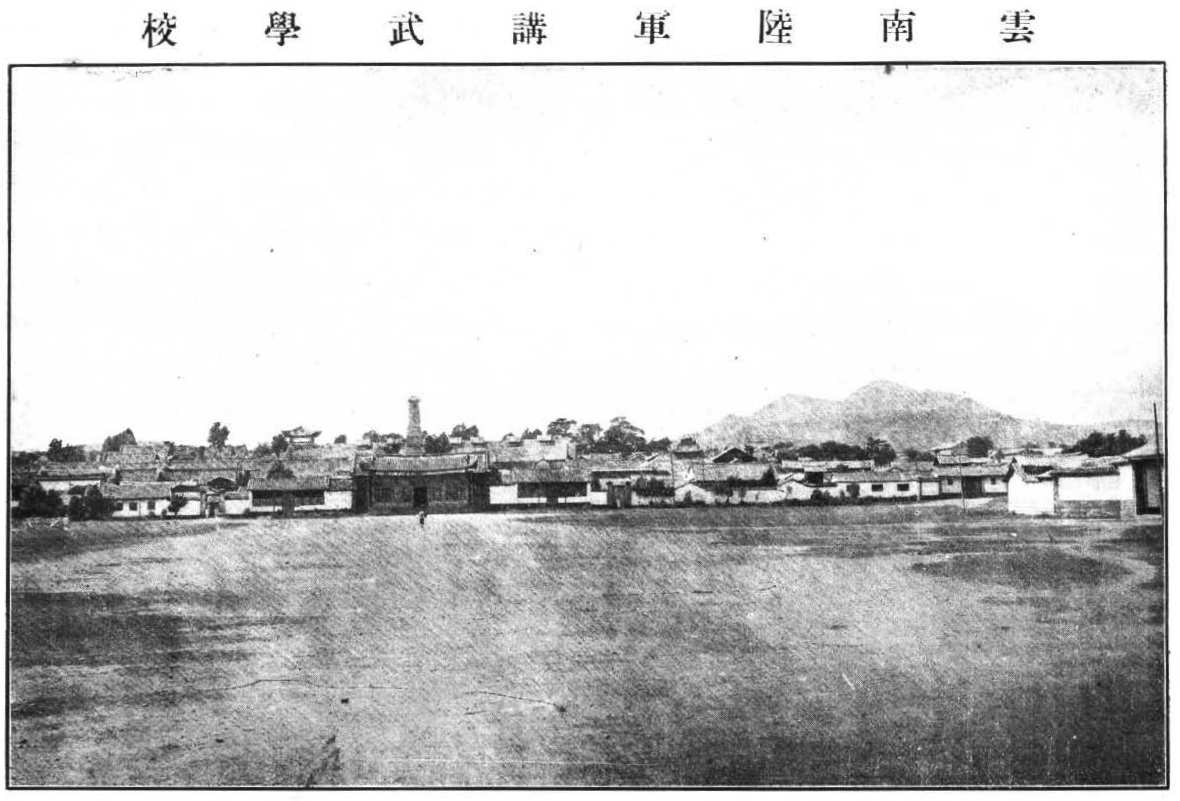
雲南陸軍講武學校
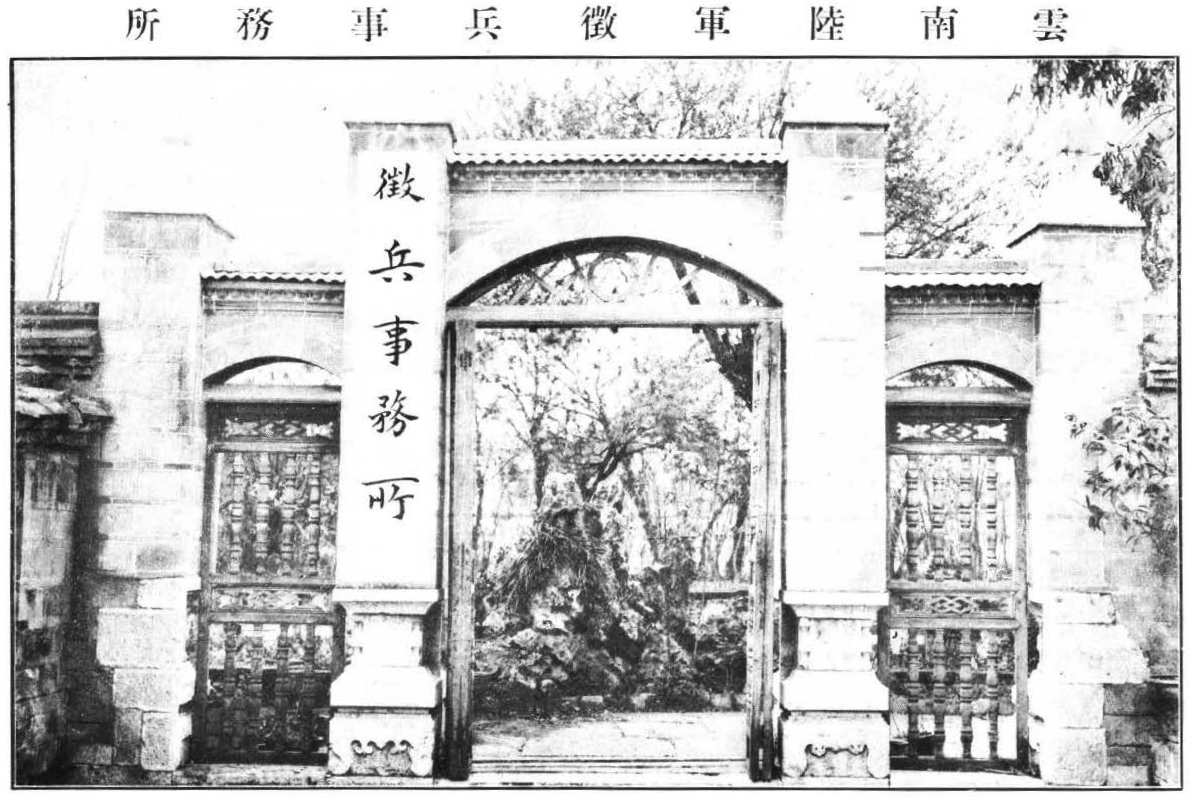
雲南陸軍徵兵事務所
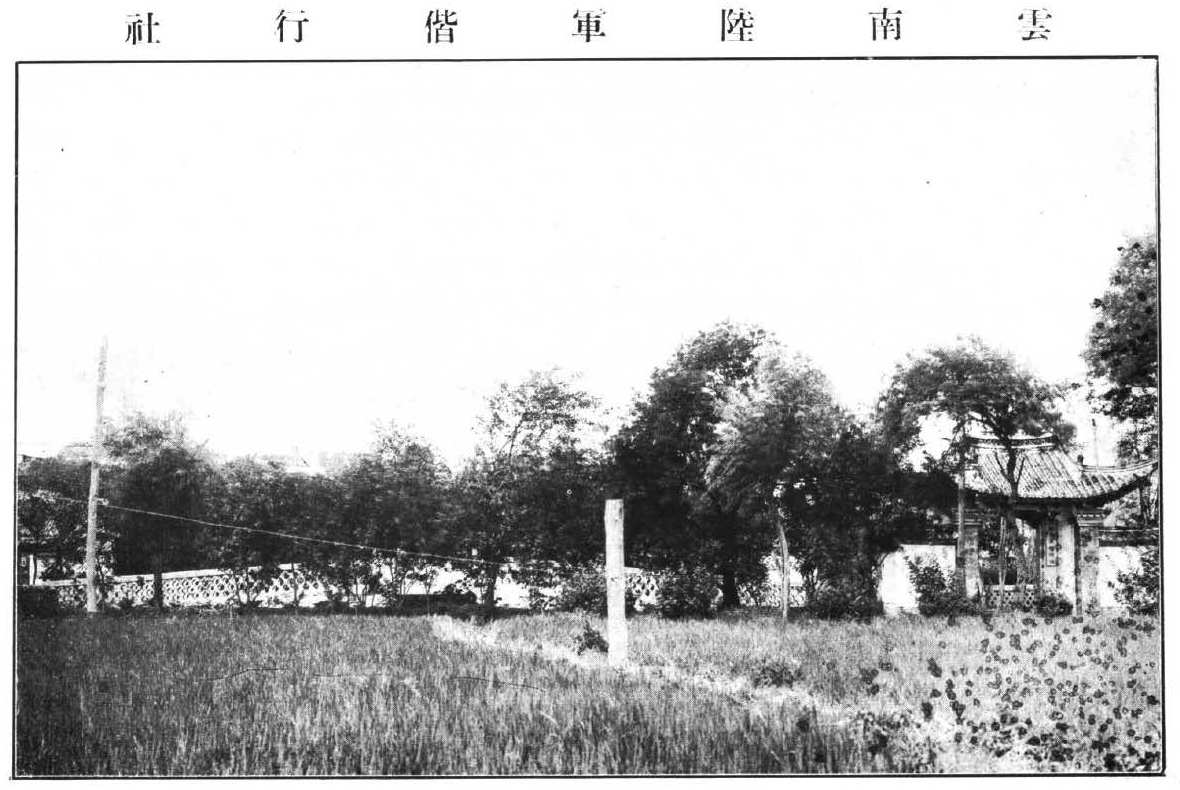
雲南陸軍偕行社
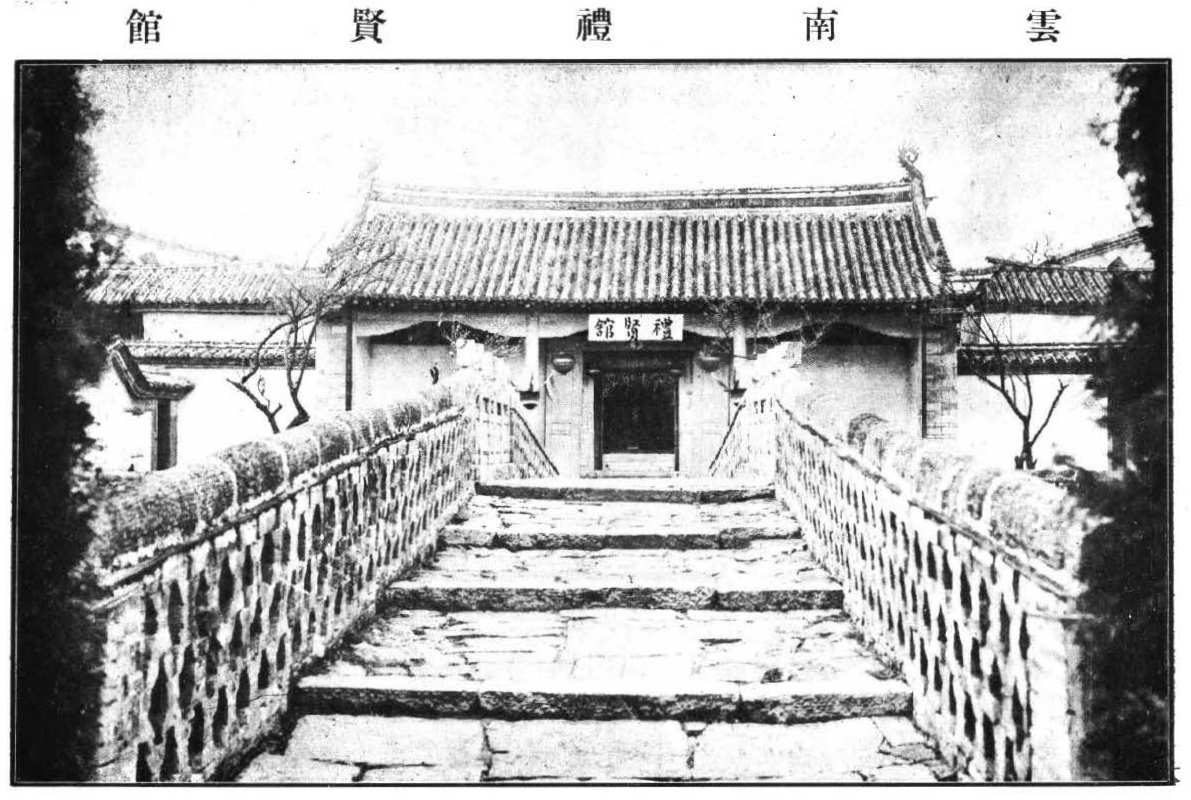
雲南禮賢館
撫軍長暨各界慰勞陸軍醫院負傷軍警攝影
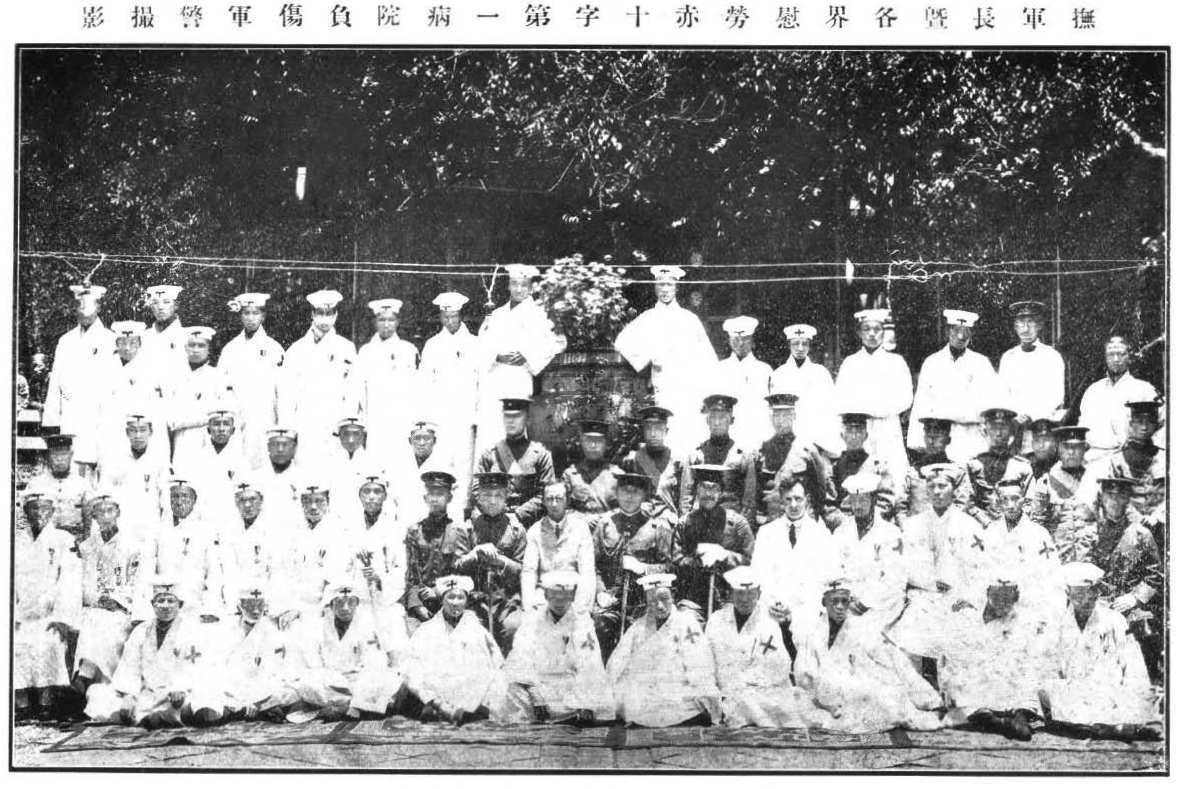
撫軍長暨各界慰勞赤十字第一病院負傷軍警攝影
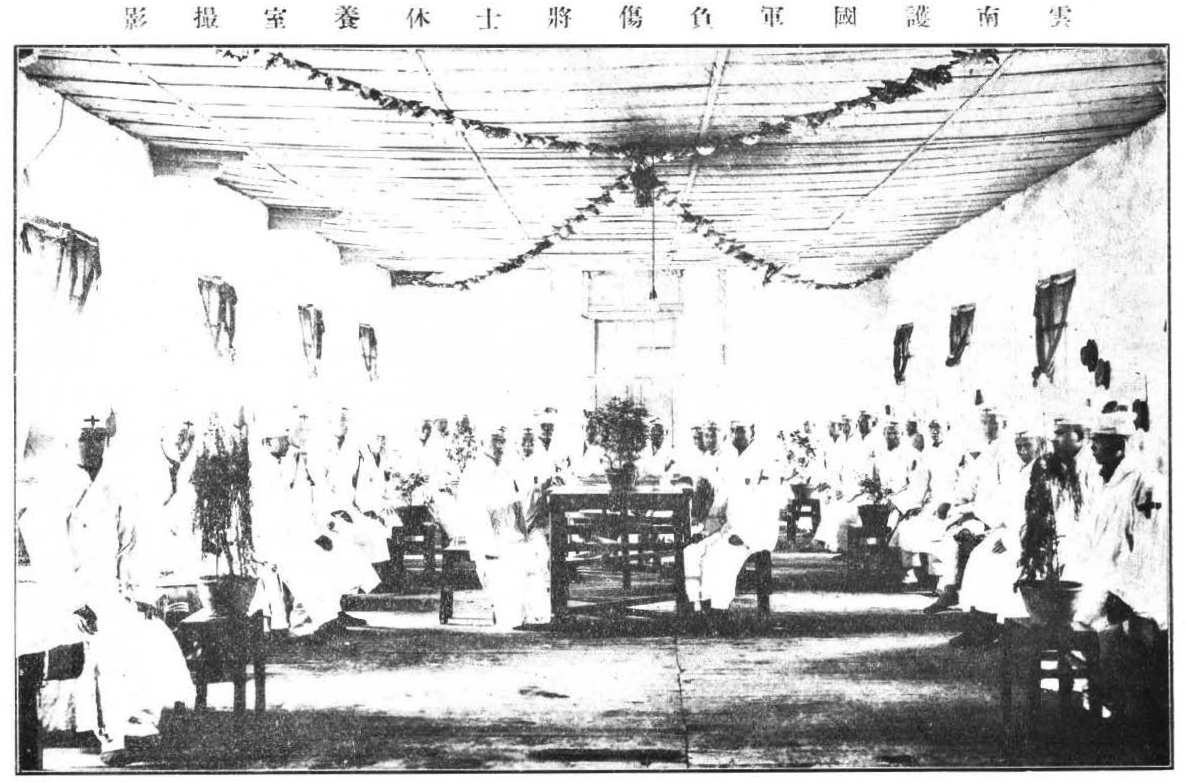
雲南護國軍負傷將士休養室攝影
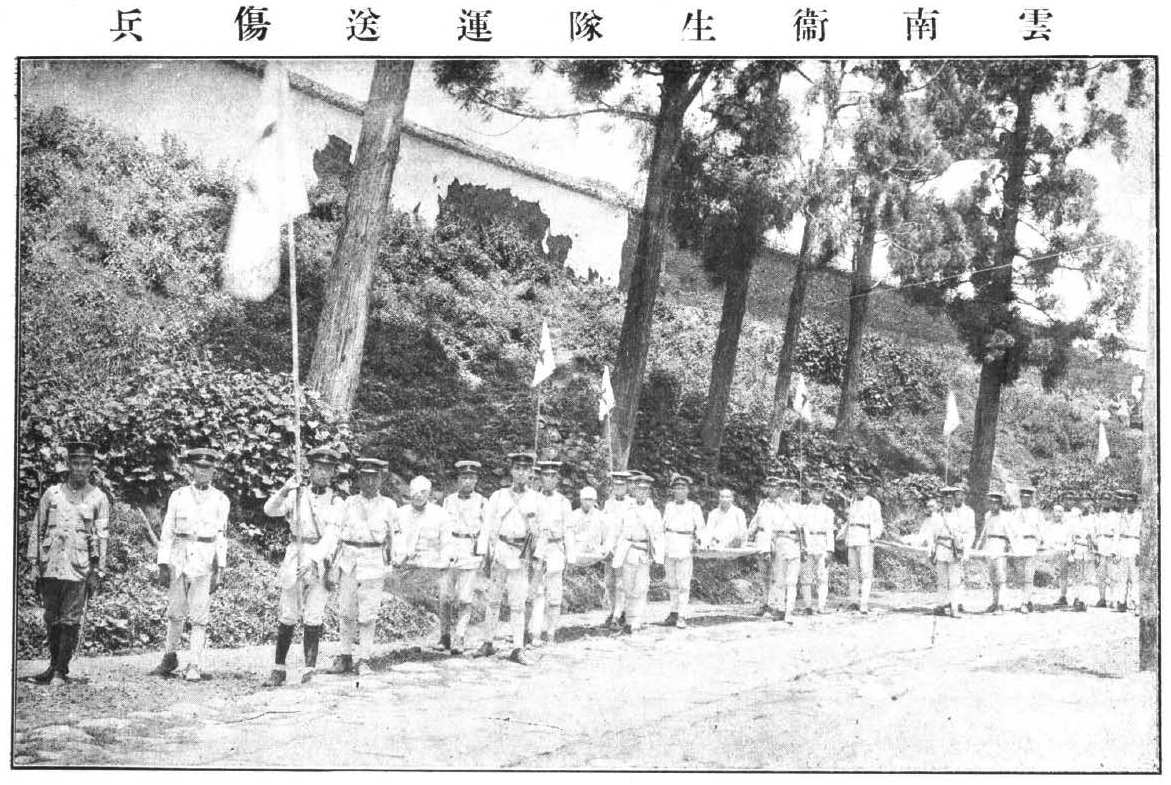
雲南衛生隊運送傷兵
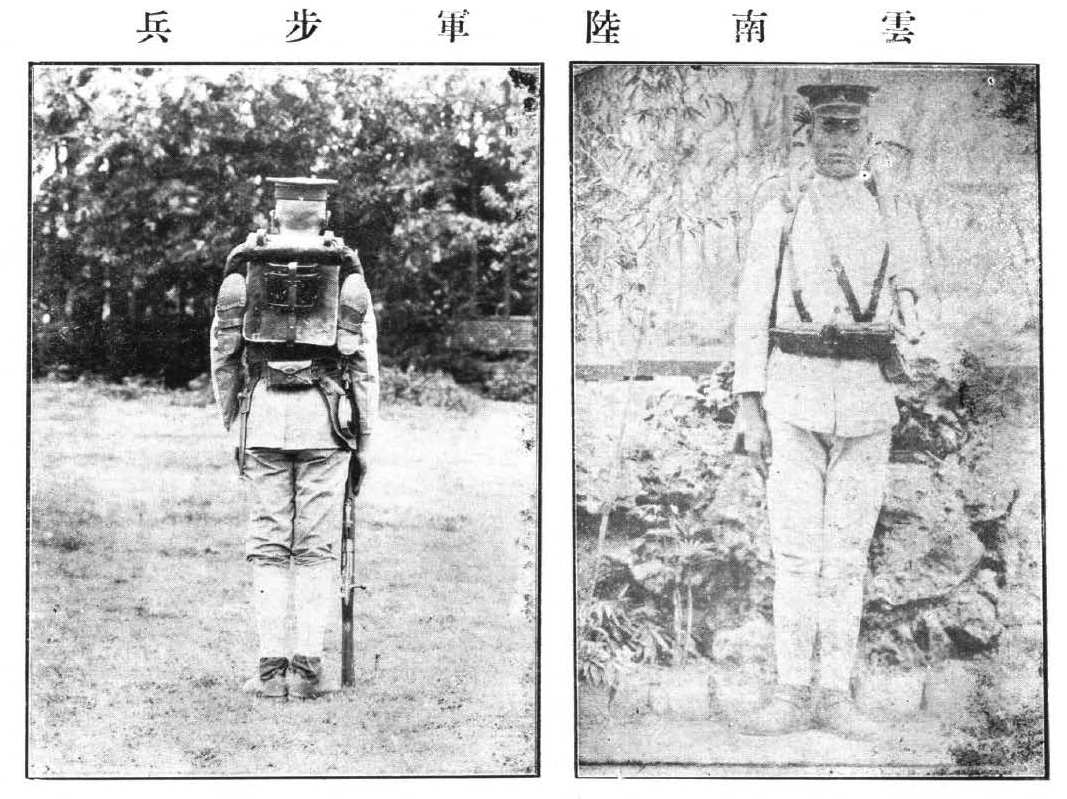
雲南陸軍步兵
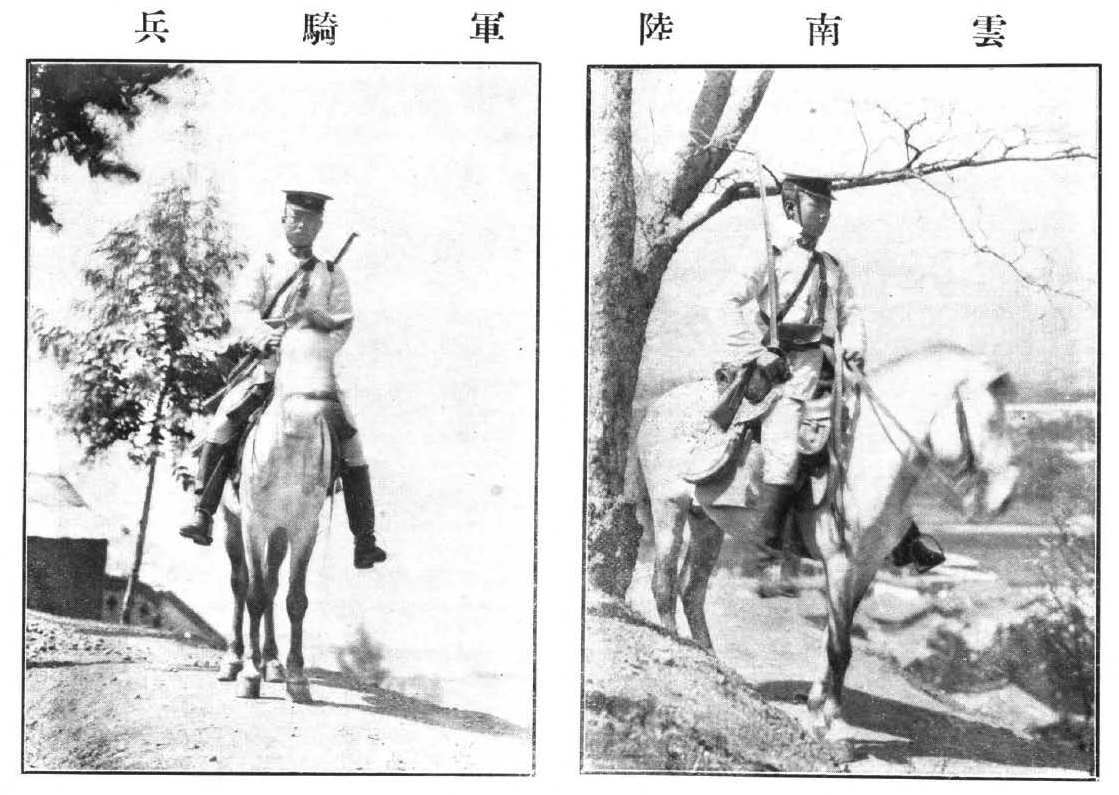
雲南陸軍騎兵
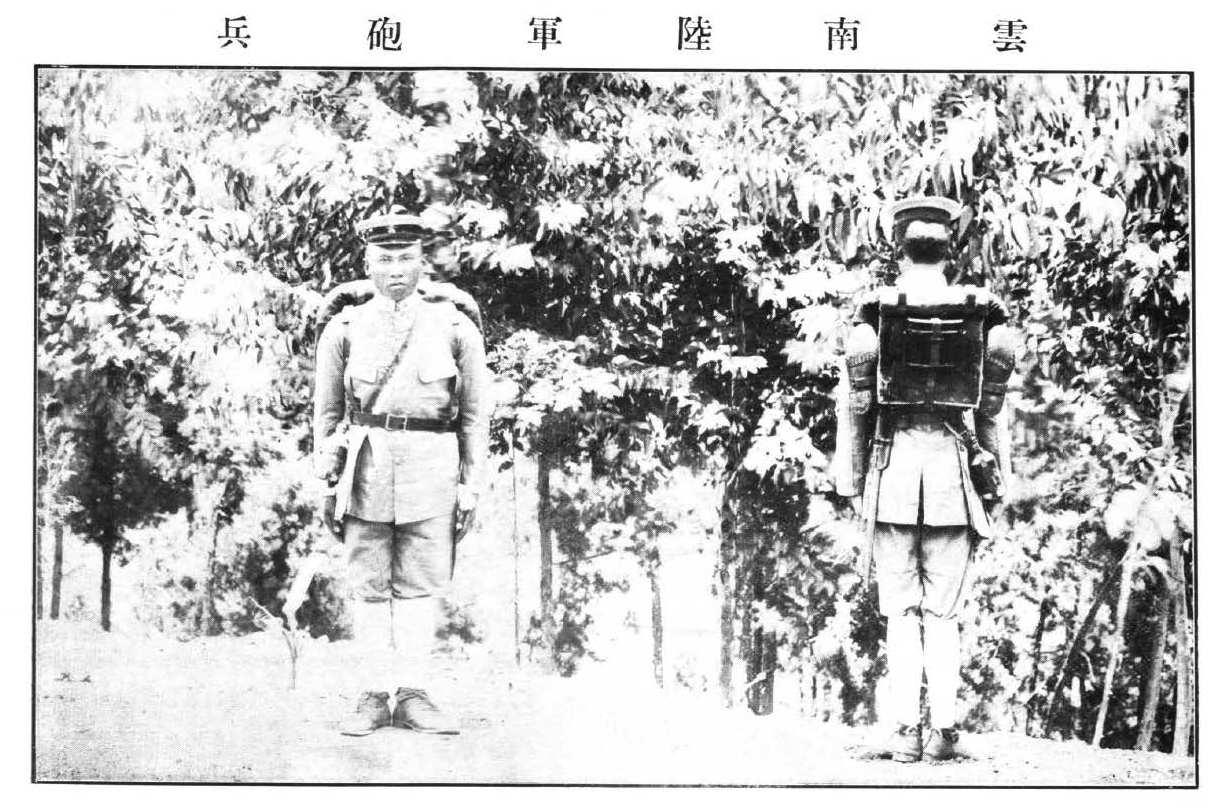
雲南陸軍砲兵
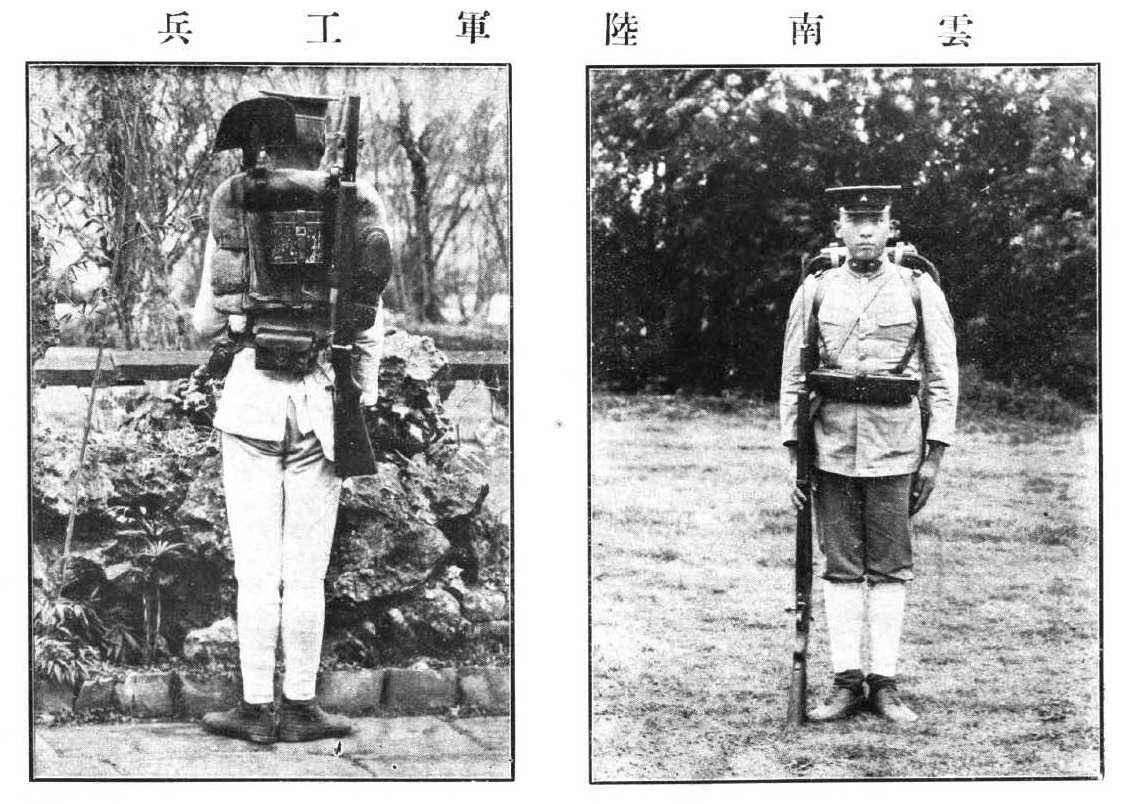
雲南陸軍工兵
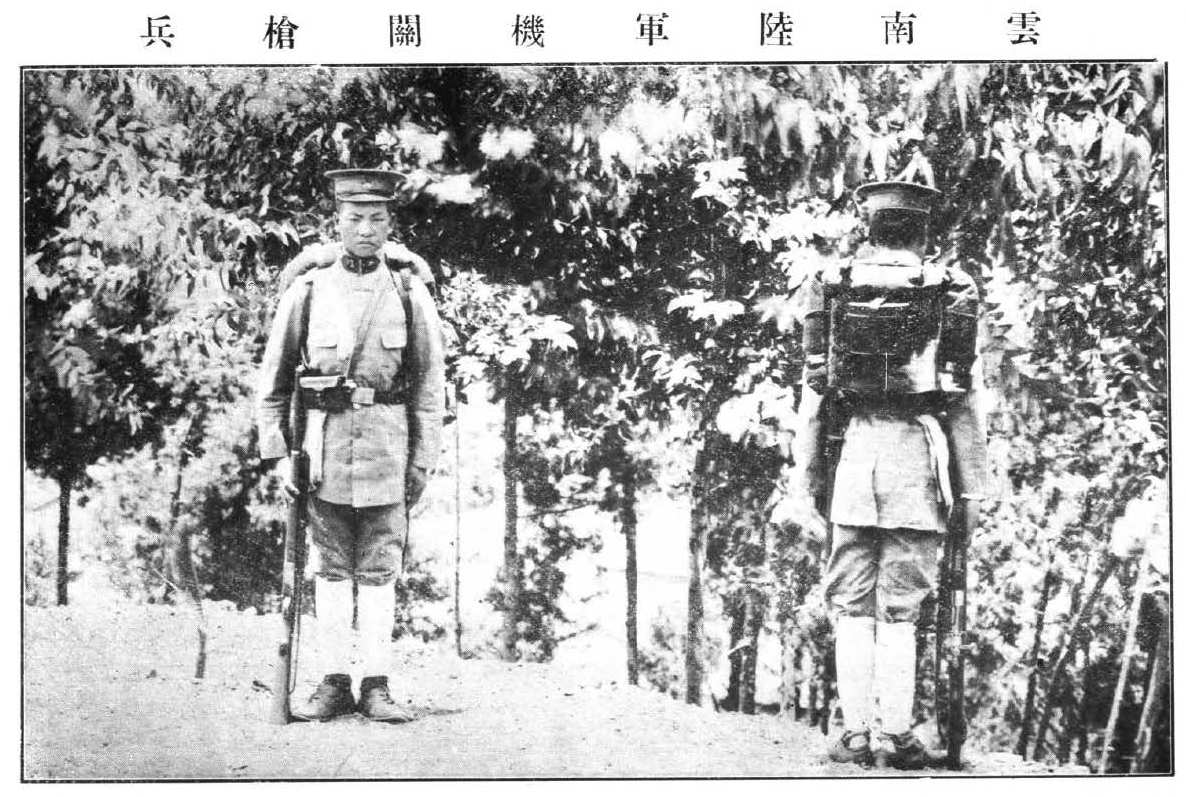
雲南陸軍機關槍兵
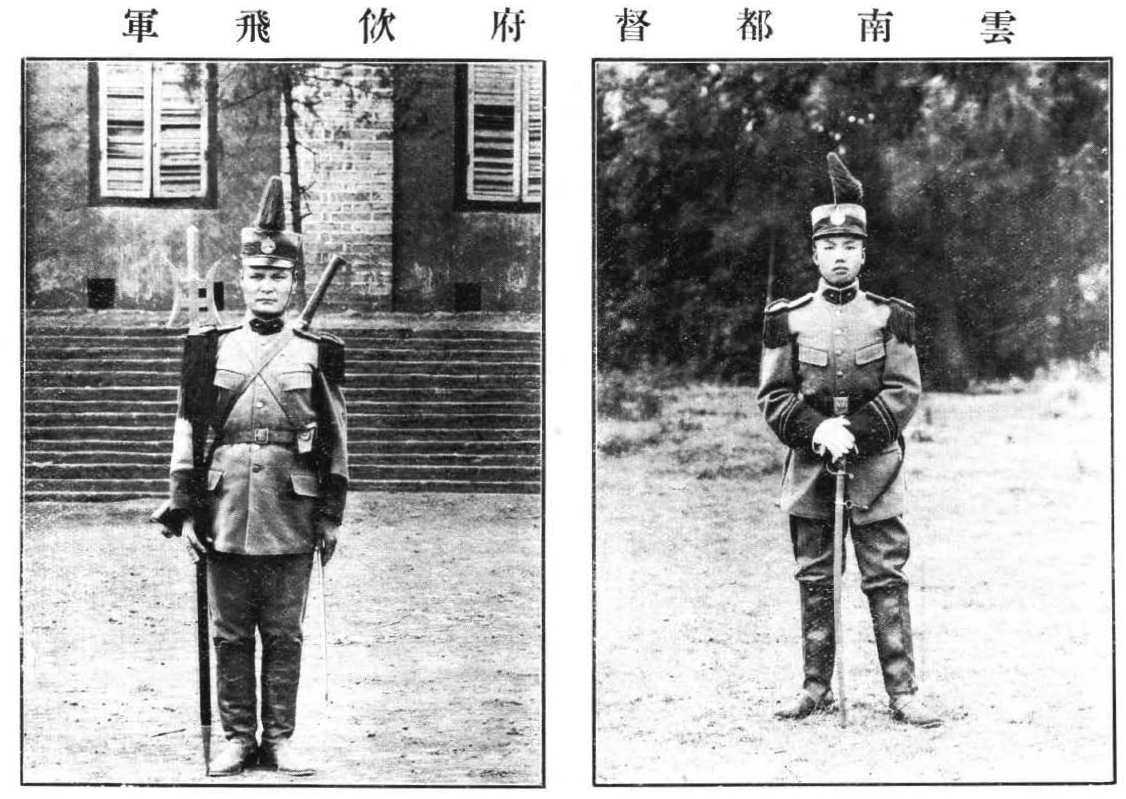
雲南都督府佽飛軍
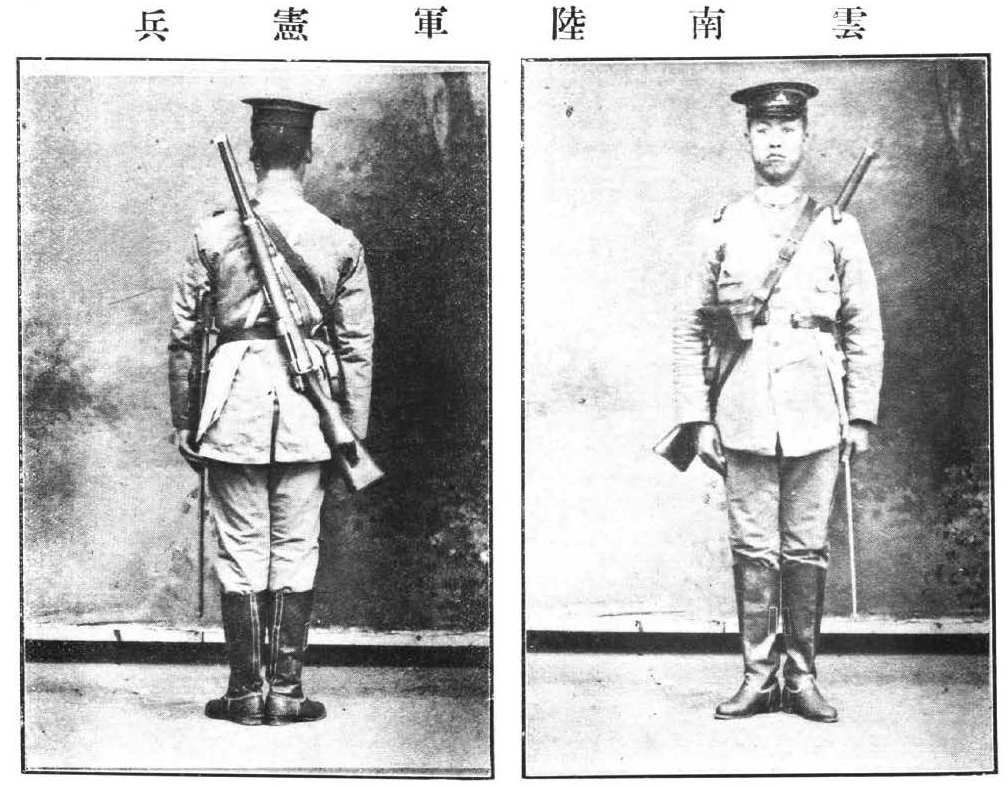
雲南陸軍憲兵
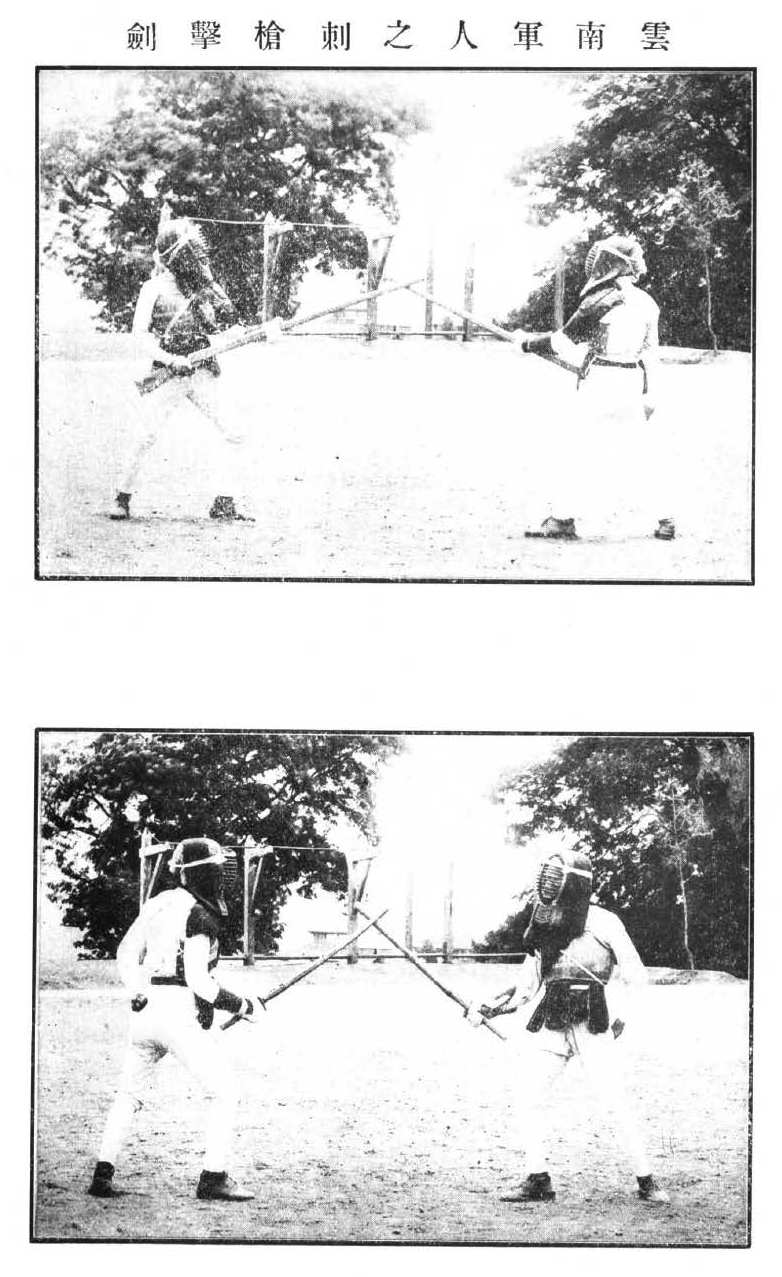
雲南軍人之刺槍擊劍
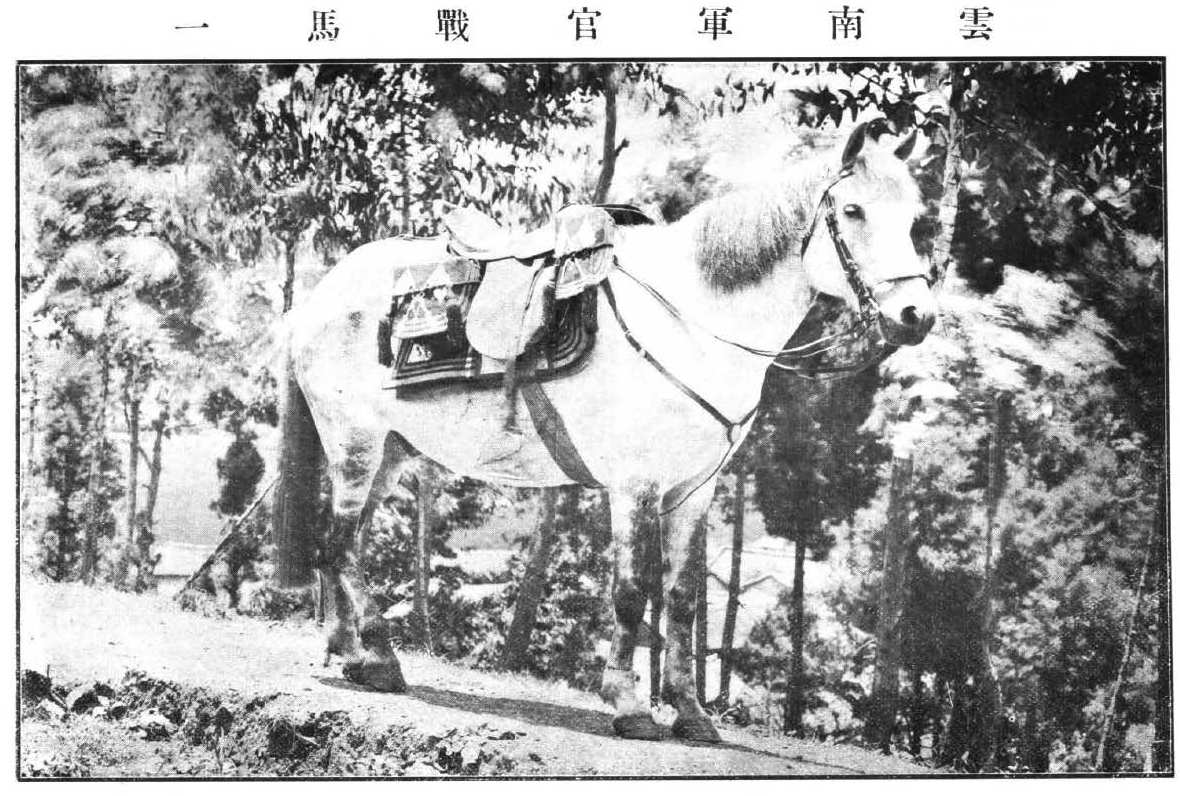
雲南軍官戰馬一
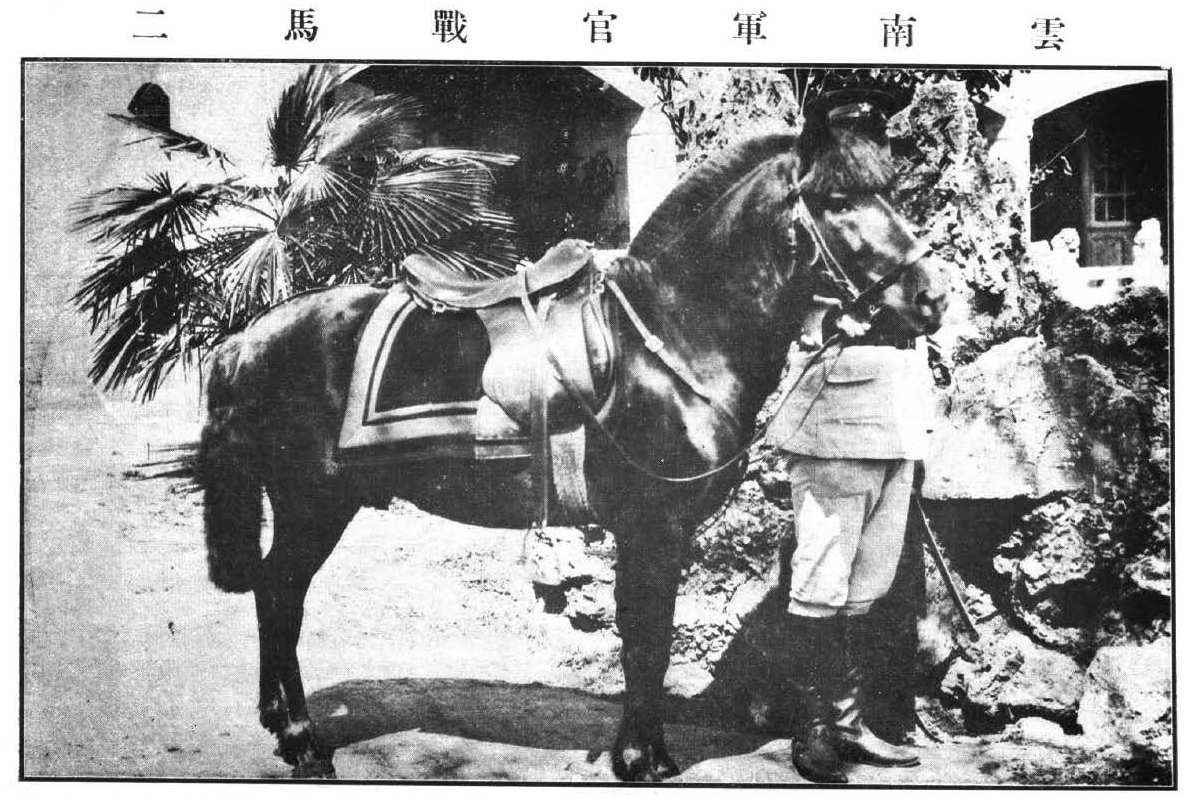
雲南軍官戰馬二
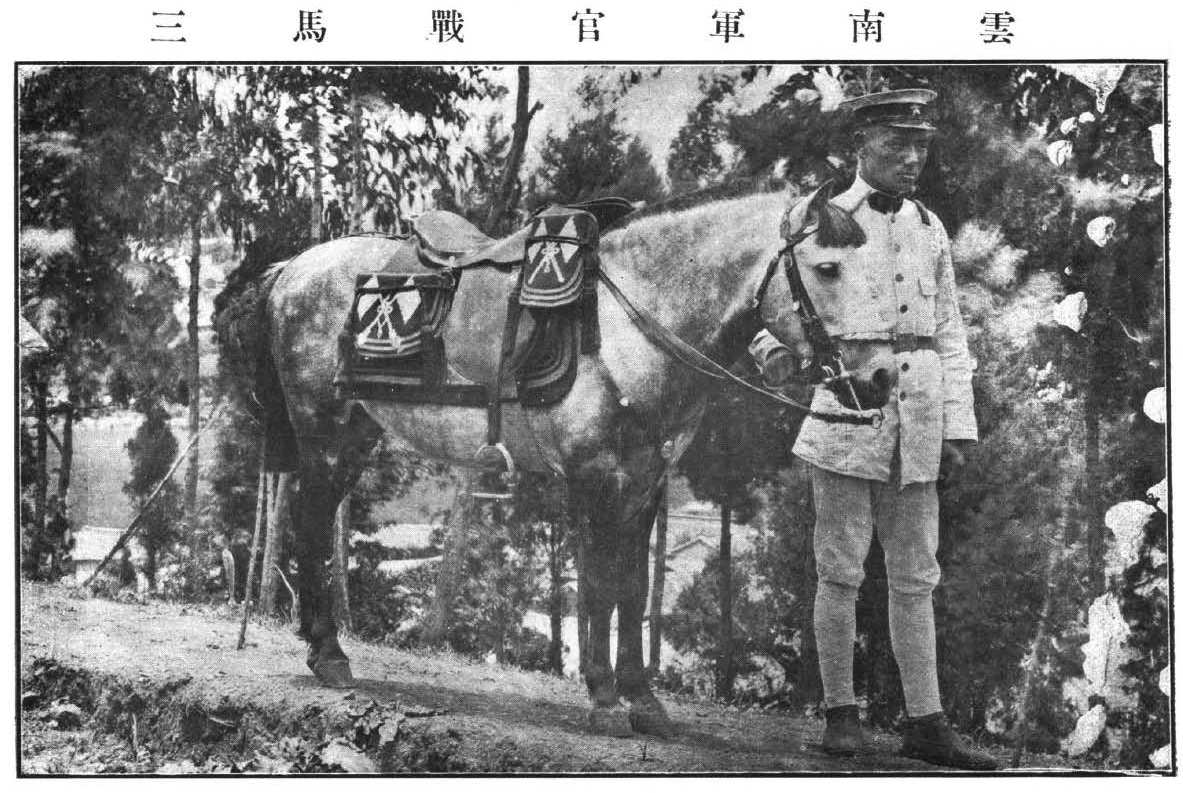
雲南軍官戰馬三
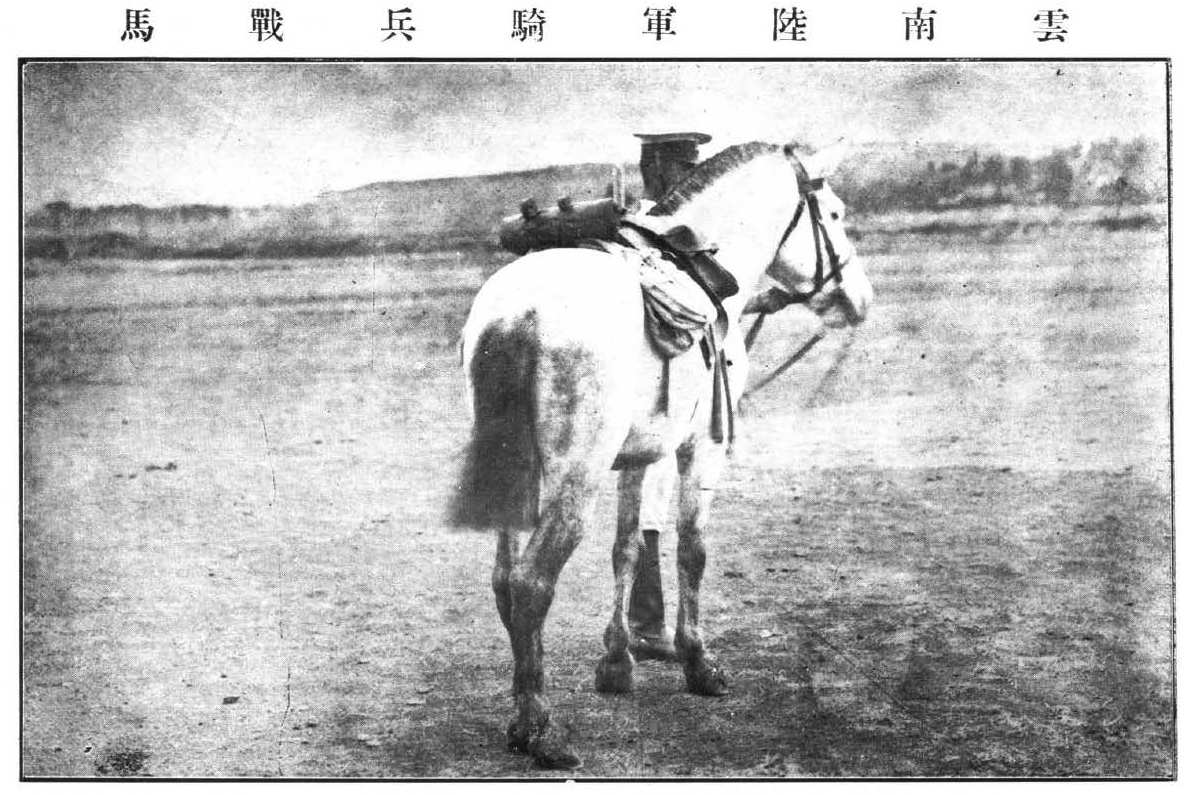
雲南陸軍騎兵戰馬
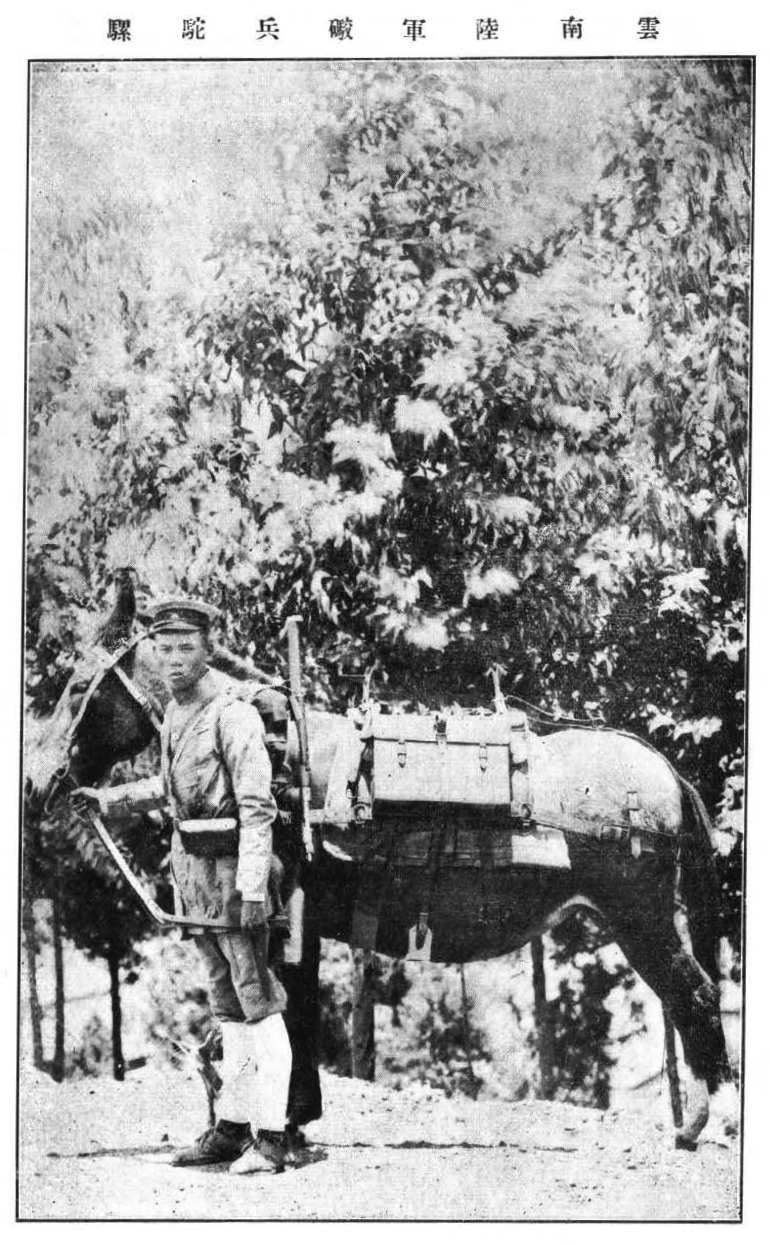
雲南陸軍礮兵駝騾
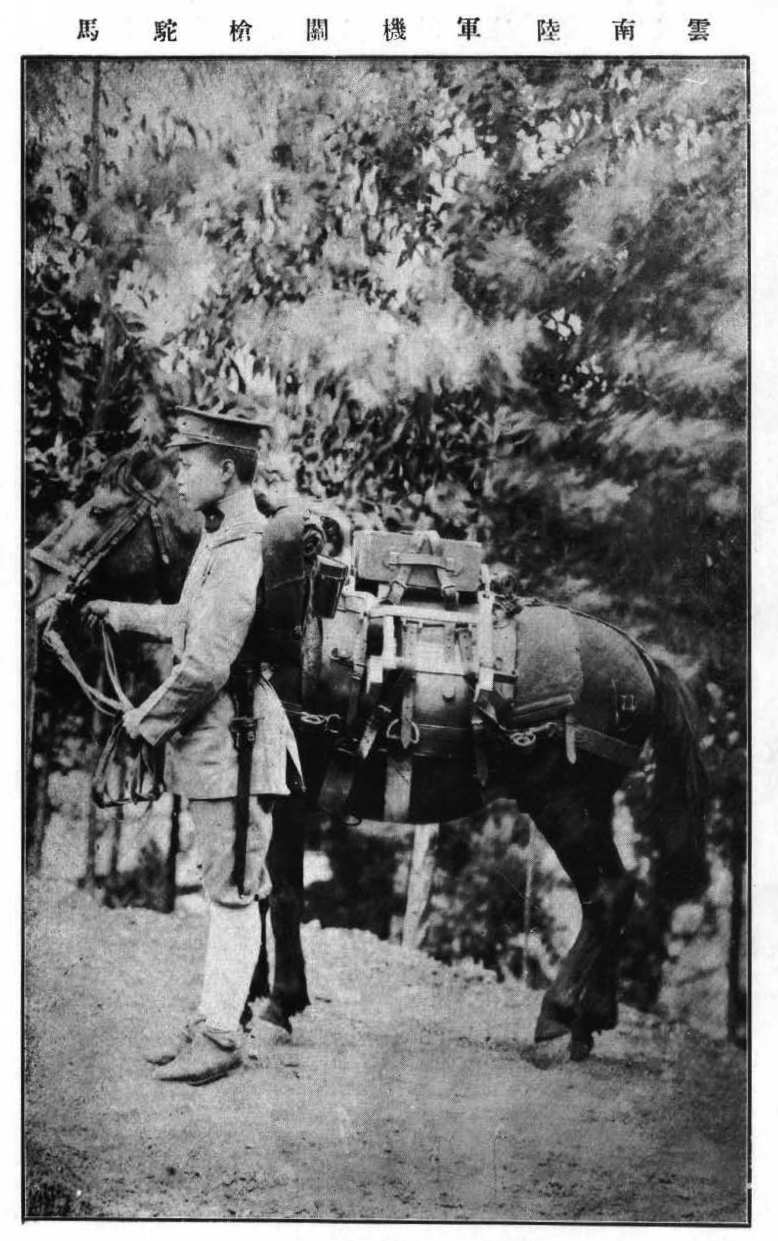
雲南陸軍機關槍駝馬